# Comedy Woman
Comedy Woman (произносится «ка́меди ву́мен»; ранее Made in Woman) — российское юмористическое шоу производства компании «Comedy Club Production», выходившее на телеканале ТНТ. Премьера состоялась 21 ноября 2008 года.
В декабре 2019 года проект был заморожен, а съёмка новых выпусков приостановлена. В мае 2020 года было объявлено о закрытии шоу, что впоследствии было подтверждено в сентябре.

## История проекта

### Клубное кабаре-шоуMade in Woman
В 2006 году Наталья Еприкян решает создать женское юмористическое клубное кабаре-шоу «Made in Woman», в котором приглашает принять участие известных КВНщиц — Елену Борщёву, Екатерину Скулкину, Екатерину Варнаву, Екатерину Баранову, Марину Кравец, Марию Кравченко, Полину Сибагатуллину, Татьяну Морозову, Наталию Медведеву и Марину Бочкарёву. В качестве ведущего шоу иногда появлялся Егор Дружинин. Первая вечеринка состоялась 3 июня 2006 года. В различных составах участниц в период с 2006 по 2008 годы шоу гастролировало с концертными программами по московским клубам.

### Телевизионное шоуMade in Woman
21 ноября 2008 года в эфире российского телеканала ТНТ вышел пилотный выпуск шоу Made in Woman в телевизионном формате и с обновлённым составом участниц. В таком виде было показано всего четыре выпуска, после чего шоу вновь обновило состав участниц и их образы и вернулось в эфир 9 марта 2009 года, но уже под названием Comedy Woman.

Made in Woman — это не Comedy Club и, тем более, не «женский Comedy Club». Это вообще не stand-up, а совсем другой жанр, скорее — эстрадный. Это ярко, громко и весело. Помните, были такие понятия: «эстрадный артист», «звезда эстрады», «театр эстрадных миниатюр»? Эстрада — это не человек у микрофона с монологом или набором шуток, точнее, не только он. Это ещё и танцы, песни, переодевания, фокусы, в конце концов! В «Made in Woman» есть шутки, над которыми нужно подумать, и есть чисто клоунская эксцентрика.
— Дмитрий Ефимович, режиссёр программы (выпуски 1-35)

### Кастинг вComedy Woman
В мае 2016 года Наталья Еприкян, продюсер и создатель шоу, объявила о начале кастинга в Comedy Woman с целью глобального обновления действующего состава участниц. Осенью 2016 года кастинг перенёсся и в само шоу — последние 13 выпусков седьмого сезона (вып. 180—192) были объединены общей темой проводящегося кастинга, где на замену старому составу актрис набирались новые. Среди претенденток были Женя Искандарова (участница телепроектов ТНТ), травести-дива Эвелина Гранд, актрисы Анна Кузина и Валентина Мазунина. Закончилось всё новогодним выпуском (вып. 192), где было представлено новое шоу из участниц Comedy Woman, получившее название «Love Is». Новыми участницами шоу Comedy Woman стали Алина Кошарная, Лера Товстолес и Тамара Турава, не снимавшаяся в телеверсии кастинга. Однако вскоре Лера Товстолес и Алина Кошарная покинули шоу.

## Участники

### Участники на момент закрытия[25]
| Имя                | Образ / Сценический псевдоним | КВН / Лиги смеха                         | Участие в шоу |
| ------------------ | --- | ---------------------------------------- | --- |
| Наталья Андреевна  | «Божество на ножках», автор идеи, ведущая и продюсер проекта                                                                     | «Мегаполис»                              | Made in Woman; Comedy Woman: сезоны 1—9 (выпуски 1—237)                                                           |
| Екатерина Варнава  | Секс-символ шоу, хореограф | «Сборная малых народов» и «Свои секреты» | Made in Woman; Comedy Woman: сезоны 1—9 (выпуски 1—237)                                                           |
| Мария Кравченко    | Гопница | «Сборная малых народов» и «Свои секреты» | Made in Woman; Comedy Woman: сезоны 1—9 (выпуски 1—237)                                                           |
| Екатерина Скулкина | Екатерина OldСкулкина, потомок Чингисхана                                                                                        | «Четыре татарина»                        | Made in Woman; Comedy Woman: сезоны 1—9 (выпуски 1—29, 31—237)                                                    |
| Татьяна Морозова   | Учитель старших классов Татьяна Ильхамовна в Made In Woman; Простая русская баба; в выпусках 181—192 — видеоблогер Таня Морозяка | «ЛУНа»                                   | Made in Woman; Comedy Woman: сезоны 1—9 (выпуски 1—22, 24—179, 181—184, 188, 192, 195—207, 209, 212—237)          |
| Александр Гудков   | Гудок | «Фёдор Двинятин»                         | Made in Woman (выпуск 4); Comedy Woman: сезоны 1—9 (выпуски 1, 7, 27, 29, 36, 38, 46, 48, 50, 52, 56, 59, 63—237) |
| Надежда Сысоева    | Наденька, блондинка | «Территория игры»                        | Comedy Woman: сезоны 1—9 (выпуски 2—237)                                                                          |
| Надежда Ангарская  | Профессиональная певица из Якутии; в 180—194 выпусках — охранник                                                                 | «Дежа Вю»                                | Comedy Woman: сезоны 2—9 (выпуски 45—157, 166—237)                                                                |
| Марина Федункив    | Выпуск 50 — родственница Е. Варнавы (гость); с 4 сезона — постоянная участница                                                   | «Добрянка»                               | Comedy Woman: сезоны 2, 4—9 (выпуски 50, 101—179, 185—186, 192—193, 195—237)                                      |
| Евгений Бороденко  | танцор, актёр шоу | «Дежа вю»                                | Comedy Woman: сезоны 3—9 (выпуски 69—71, 75—237)                                                                  |
| Олег Верещагин     | актёр шоу | «Добрянка», «Парма», «Друзья»            | Comedy Woman: сезоны 4—9 (выпуски 107, 109—110, 113, 115—117, 119—237                                             |
| Софья Лобанова     | актриса шоу | Финалистка «Comedy Баттл»                | Comedy Woman: сезон 9 (выпуски 219, 221, 223, 226, 229—231, 234)                                                  |

### Бывшие участники[25]
| Имя                  | Образ / Сценический псевдоним                                                                                  | Команда КВН / Лиги смеха                     | Участие в шоу | Причина ухода                                                    |
| -------------------- | --- | -------------------------------------------- | --- | ---------------------------------------------------------------- |
| Марина Кравец        | Фрау Марта | «Простофилы» и «ИГА»                         | Made in Woman; Comedy Woman: сезон 6 (выпуск 129) | Переход в резиденты Comedy Club                                  |
| Екатерина Баранова   | Начинающая петь певица                                                                                         | «Сборная РосНОУ»                             | Made in Woman; Comedy Woman: сезоны 1—2 (выпуски 1—62) | Декретный отпуск, из которого решила не возвращаться             |
| Елена Борщёва        | Елена Хульевна Санта-Мария Герра                                                                               | «Сборная Пятигорска»                         | Made in Woman; Comedy Woman: сезоны 1—3, 6, 7 (выпуски 1—79, 84—85, 129, 188, 193) | Отказ от продления контракта, который закончился в мае 2012 года |
| Дмитрий Хрусталёв    | Ведущий, участник миниатюр                                                                                     | «Сборная Санкт-Петербурга» и «Сборная СССР»  | Made in Woman; Comedy Woman: сезоны 1—5, 7, 9 (выпуски 1—128, 170, 178, 231) | Переход в шоу «Вечерний Ургант» и «Ленинградский Stand-Up клуб»  |
| Наталия Медведева    | Совершенно неуправляемая сумасшедшая девушка                                                                   | «Фёдор Двинятин»                             | Made in Woman; Comedy Woman: сезоны 1—6, 7 (выпуски 1—142, 178) | Покинула проект по собственному желанию                          |
| Александр Волохов    | актёр шоу | «СОК»                                        | Comedy Woman: сезоны 6—7 (выпуски 129—150) | неизвестно                                                       |
| Сергей Талызин       | Безмолвный администратор Серёжа                                                                                | —                                            | Made in Woman (выпуски 1, 3—4); Comedy Woman: сезоны 1—7 (выпуски 1—2, 5, 7, 9, 16, 22, 25, 29, 34, 37—38, 45—46, 51, 55, 60, 62, 69—71, 78, 80, 82—83, 86—87, 90—91, 93, 95—96, 99—100, 106—108, 110—111, 114, 122, 128—129, 138, 143—156) | неизвестно                                                       |
| Полина Сибагатуллина | Ленинградская поэтесса, светская алкогольвица Мадам Полина                                                     | «Сборная Санкт-Петербурга» и «Сборная СССР»  | Made in Woman; Comedy Woman: сезоны 1—7 (выпуски 1—165, 169, 175—178) | Усталость от графика съёмок программы                            |
| Олеся Яппарова       | Буфетчица Олеся (актриса закулисья)                                                                            | —                                            | Comedy Woman: сезоны 3—7, 9 (выпуски 69—93, 98—194, 221, 234) | Смена формата шоу                                                |
| Ольга Климентьева    | Лёля | «7 холмов»                                   | Comedy Woman: сезон 5 (выпуски 115—123, 128) | Покинула проект по собственному желанию                          |
| Татьяна Дорофеева    | Уборщица, мечтающая о сцене (актриса закулисья)                                                                | «Добрянка»                                   | Comedy Woman: сезон 7 (выпуски 143—194) | Смена формата шоу                                                |
| Алина Кошарная       | Выпуски 180 и 192 — участница кастинга, женский двойник В. Путина; с 195 по 205 выпуски — постоянная участница | «Модельное агентство „180 и выше“», «Модели» | Comedy Woman: сезоны 7—8 (выпуски 180, 192, 195—218) | Переход в «Женский квартал»                                      |
| Лера Товстолес       | Выпуск 189 — Снежанна, девушка продюсера; с 195 по 205 выпуски — постоянная участница                          | «Модельное агентство „180 и выше“», «Модели» | Comedy Woman: сезоны 7—8 (выпуски 189, 195—205) | Переход в «Женский квартал»                                      |
| Тамара Турава        | актриса шоу | «Утомлённые солнцем»                         | Comedy Woman: сезоны 8—9 (выпуски 195—225, 232, 234—236) | неизвестно                                                       |

## Создатели
- Автор идеи: Наталья Еприкян.
- Постановщики: Дмитрий Ефимович (режиссёр-постановщик вып. 1—35); Роман Новиков (режиссёр-постановщик вып. 36—68, с вып. 195); Кирилл Кузин (режиссёр-постановщик вып. 69—156); Игорь Панюшкин (режиссёр-постановщик вып. 100—142); Анатолий Шпульников (тв-режиссёр вып. 143—156; режиссёр-постановщик вып. 157—165); Марина Турская (художник-постановщик вып. 69—91); Вячеслав Клевцов (оператор-постановщик вып. 69—194); Денис Лищенко (художник-постановщик с вып. 92); Роман Плёнкин (второй режиссёр вып. 151—156); Никита Иванов (оператор-постановщик с вып. 195); Дмитрий Петухов (художник-постановщик с вып. 195); Владислав Филимонов (второй режиссёр с вып. 215); Ирина Воропаева (второй режиссёр с вып. 215).
- Композитор: Виталий Кудрин.
- Хореографы: Екатерина Варнава (вып. 1—218); Константин Мякиньков (с вып. 219)
- Линейный продюсер: Владимир Гордеев (с вып. 69).
- Исполнительные продюсеры: Владимир Сенников (вып. 1—68); Константин Золотарёв (с вып. 63); Андрей Левин (с вып. 157).
- Продюсеры: Наталья Еприкян; Анатолий Бурносов (вып. 1—123); Саид Давдиев (вып. 124—170); Вячеслав Дусмухаметов; Семён Слепаков; Артур Джанибекян.

## Скандалы
В декабре 2017 года шутка резидентов из телеэфира от 8 декабря, где ингушская девушка была показана как эскортница, спровоцировала конфликт, и через некоторое время авторы телешоу извинились в соцсетях за неудачную шутку. В эфир был выпущен видеоролик, в котором ведущие и руководители ТНТ принесли свои извинения ингушскому народу. Руководство канала потребовало от производителей телеконтента тщательнее продумывать шутки, чтобы больше «не пришлось ни перед кем извиняться».
В 2019 году Никита Михалков подверг критике выпуск программы от мая 2013 года, в котором из уст Наталии Медведевой прозвучала шутка о генерале, герое Советского Союза Д. М. Карбышеве. Актриса Наталия Медведева извинилась за свою шутку про Карбышева, заявив, что при подготовке номера она посчитала, что фамилия генерала являлась вымышленной. Внук генерала Дмитрий Карбышев подал заявление на шоу в Следственный комитет РФ.

## Сезоны
| Сезон                    | Сезон | Выпуски | Дата показа     | Дата показа     | Дата выхода на DVD в России |
| Сезон                    | Сезон | Выпуски | Премьера сезона | Финал сезона    | Дата выхода на DVD в России |
| ------------------------ | ----- | ------- | --------------- | --------------- | --- |
| Made in Woman (2008)     |       |         |                 |                 | |
|                          | 1     | 3       | 1 апреля 2011   | 31 октября 2011 | — |
| Comedy Woman (2009—2020) |       |         |                 |                 | |
|                          | 1     | 3       | 1 марта 2012    | 31 мая 2012     | Диск № 1 (Выпуски 1-6) — 2009 год Диск № 2 (Выпуски 7-12) — 2009 год Диск № 3 (Выпуски 13-18) — 5 февраля 2010 года Диск № 4 (Выпуски 19-24) — 13 мая 2010 года |
|                          | 2     | 17      | 1 июня 2013     | 31 августа 2014 | Часть 1 (Выпуски 31-40 / 1-10) — 10 августа 2010 года Часть 2 (Выпуски 41-50 / 11-20) — 10 декабря 2010 года                                                    |
|                          | 3     | 13      | 1 апреля 2015   | 31 октября 2015 | — |
|                          | 4     | 15      | 1 января 2016   | 31 декабря 2016 | — |
|                          | 5     | 10      | 1 апреля 2016   | 31 октября 2016 | — |
|                          | 6     | 135     | 1 января 2014   | 31 декабря 2016 | — |
|                          | 7     | 15      | 1 января 2017   | 31 декабря 2017 | — |
|                          | 8     | 40      | 1 июня 2018     | 31 августа 2020 | — |
|                          | 9     | 40      | 1 июня 2021     | 31 августа 2023 | — |

### Made in Woman (2008)
| № | Тема выпуска      | Режиссёр         | Дата показа в России |
| --- | ----------------- | ---------------- | -------------------- |
| 1 | «Конкурс красоты» | Дмитрий Ефимович | 21 ноября 2008 года  |
| Наталья Андреевна рассказывает о том, что считается изменой, а что нет; Екатерина Варнава демонстрирует свои таланты и превосходное знание азбуки; Мадам Полина презентует новую поэму «Крушение Титяника»; Екатерина Баранова и Мария Кравченко решают податься в шоу-бизнес и демонстрируют гостям шоу свои вокальные данные; Елена Хульевна Санта-Мария Герра рассказывает об увлекательной работе космической куртизанки; «Частушки» от Наталии Медведевой и Елены Хульевны Санта-Мария Герра; Песня о любви от Фрау Марты; Наталья Андреевна решает устроить аукцион своих вещей; Дефиле. |                   |                  |                      |
| 2 | TBA               | Дмитрий Ефимович | 28 ноября 2008 года  |
| Буфера Натальи Андреевны; Танец живота в исполнении Елены Хульевны Санта-Мария Герра; фрагмент из мюзикла «Кошки» в исполнении Натальи Медведевой; Последний звонок Татьяны Ильхамовны; Мадам Полина решает бросить пить; Интервью Екатерины Барановой; Логические задачки от Натальи Андреевны; «Парад небесных тел Made in Woman». |                   |                  |                      |
| 3 | «Бордель»         | Дмитрий Ефимович | 5 декабря 2008 года  |
| Наталья Андреевна предлагает создать женскую страховую компанию; Экскурсия по алкогольным напиткам от Мадам Полины; Елена Хульевна Санта-Мария Герра начинает сексуальную революцию; «Шоу Натальи Медведевой»; Песня от Фрау Марты; Фокусы от Натальи «Дуровой»; Модельный ряд Made in woman; Песня о женских преступлениях ради любви. |                   |                  |                      |
| 4 | TBA               | Дмитрий Ефимович | 12 декабря 2008 года |
| Наталья Андреевна о своих мужчинах; «Октобер фест»; Мадам Полина о своей поездке в Париж; Трудовая книжка Екатерины Варнавы; Воспоминания Елены Хульевны Санта-Мария Герра о Фиделе Кастро; 1 сентября Татьяны Ильхамовны; Чемпионат Тульской области по бальным танцам; «Цветник Made in Woman»; Новый флаг Made in Woman; Уход Мити из шоу. |                   |                  |                      |

### Comedy Woman
Спустя некоторое время шоу Made in Woman возвращается в эфир телеканала ТНТ, но уже под новым названием. Также, происходят некоторые изменения в составе участников шоу.

#### Сезон 1 (2009—2010)
| № | № в сезоне | Тема выпуска                                    | Режиссёр         | Дата показа в России  |
| --- | ---------- | ----------------------------------------------- | ---------------- | --------------------- |
| 1 | 1          | «Международный женский день»                    | Дмитрий Ефимович | 9 марта 2009 года     |
| Празднование 8 Марта. Елена Хульевна Санта Мария Герра — супервумен; Наталья Андреевна рассказывает про подарки; Праздничная дискотека «Позор Хрусталёву!». |            |                                                 |                  |                       |
| 2 | 2          | «Весеннее обострение»                           | Дмитрий Ефимович | 27 марта 2009 года    |
| Наталья Андреевна с монологом «Наивные женщины»; Мадам Полина со стихами о весне; Дмитрий Хрусталёв приводит в шоу новую участницу — Наденьку. |            |                                                 |                  |                       |
| 3 | 3          | «Мировой финансовый кризис»                     | Дмитрий Ефимович | 3 апреля 2009 года    |
| Наталья Андреевна рассказывает про кризис; Мадам Полина пишет стихи для детей; Наталия Медведева с номером «Дай 500 рублей». |            |                                                 |                  |                       |
| 4 | 4          | «Женская дружба»                                | Дмитрий Ефимович | 10 апреля 2009 года   |
| Мадам Полина купила машину; Елена Хульевна Санта-Мария Герра — балерина; Екатерина Варнава комплексует из-за большой груди. |            |                                                 |                  |                       |
| 5 | 5          | «Бенефис Натальи Андреевны»                     | Дмитрий Ефимович | 17 апреля 2009 года   |
| Екатерина Варнава исповедуется Наталье Андреевне; Наталью Андреевну поздравляет Мадам Полина; Наталья Андреевна зачитывает поздравления с бенефисом. |            |                                                 |                  |                       |
| 6 | 6          | «Свадьба Дмитрия Хрусталёва»                    | Дмитрий Ефимович | 24 апреля 2009 года   |
| Мадам Полина рассказывает «Поэму про стриптизёра»; Мария Кравченко и Наденька с номером «Он меня обидел»; Все девочки в номере «Невесты». |            |                                                 |                  |                       |
| 7 | 7          | «Чего хочет женщина»                            | Дмитрий Ефимович | 30 апреля 2009 года   |
| Мадам Полина с номером «Открытки к юбилеям»; Татьяна Морозова просит нас отдыхать в России; Все девочки играют в «Ручеёк». |            |                                                 |                  |                       |
| 8 | 8          | «Дайджест»                                      | Дмитрий Ефимович | 8 мая 2009 года       |
| Лучшие номера из 1-7 выпусков |            |                                                 |                  |                       |
| 9 | 9          | «Летний отдых»                                  | Дмитрий Ефимович | 15 мая 2009 года      |
| Наталья Андреевна рассказывает об отдыхе; У Мадам Полины новое увлечение; Наталья Андреевна и Екатерина Варнава со спором «А я могу…». |            |                                                 |                  |                       |
| 10 | 10         | «Женская красота»                               | Дмитрий Ефимович | 22 мая 2009 года      |
| Елена Хульевна Санта-Мария Герра — женщина-каскадёр; Все девочки в номере «Причина опоздания»; Наталья Андреевна и Екатерина Варнава участвуют в конкурсе секс-символов. |            |                                                 |                  |                       |
| 11 | 11         | «Женское счастье»                               | Дмитрий Ефимович | 29 мая 2009 года      |
| Мадам Полина со стихами о йоге; Мадам Полина, Елена Хульевна Санта Мария Герра, Наталия Медведева и Татьяна Морозова в номере «Кружок сексуальной физкультуры»; Наталия Медведева с номером «Нам надо поговорить». |            |                                                 |                  |                       |
| 12 | 12         | «Звёздная болезнь»                              | Дмитрий Ефимович | 5 июня 2009 года      |
| Наталья Андреевна и её новый глянцевый журнал «Мурзилка»; Мадам Полину покинула муза; Райдер Екатерины Варнавы. |            |                                                 |                  |                       |
| 13 | 13         | «Новый телевизионный сезон»                     | Дмитрий Ефимович | 11 сентября 2009 года |
| Елена Хульевна Санта Мария Герра, Катя Баранова и Наденька в номере «Кодекс лучшей подруги»; Все девочки в номере «Мисс Марпл в женском коллективе»; Мадам Полина даёт уроки интеллигентности Марии Кравченко. |            |                                                 |                  |                       |
| 14 | 14         | «Привлечение мужского внимания к шоу»           | Дмитрий Ефимович | 18 сентября 2009 года |
| Наталья Андреевна с монологом «СМС-переписка супругов»; Поэтическое путешествие Мадам Полины; Наталия Медведева работает официанткой. |            |                                                 |                  |                       |
| 15 | 15         | «Взаимонепонимание»                             | Дмитрий Ефимович | 25 сентября 2009 года |
| Наталья Андреевна с монологом «Женщины за рулём»; Елена Хульевна Санта Мария Герра даёт советы Хрусталёву, чтобы завоевать Катю Варнаву; Мадам Полина и Наталия Медведева в постановке театра-студии «Леди-бой». |            |                                                 |                  |                       |
| 16 | 16         | «Повестка из военкомата для Дмитрия Хрусталёва» | Дмитрий Ефимович | 9 октября 2009 года   |
| Хрусталёв получает повестку в военкомат; Кулинарные советы от Кати Барановой и Наденьки; Наталия Медведева — специалист по отмазыванию. |            |                                                 |                  |                       |
| 17 | 17         | TBA                                             | Дмитрий Ефимович | 16 октября 2009 года  |
| Наталья Андреевна сравнивает «Дуру обычную» и «Дуру навороченную»; Елена Хульевна Санта Мария Герра рассказывает о своём дне рождения; Наталия Медведева и сумка Екатерины Скулкиной; Мадам Полина представляет свою новую книгу «Закуски от Полюськи»; Марию Кравченко бросил парень; Пантомимы Наталии Медведевой; Группа «Супермаркет любви» с песней «Рыжие лосины»; Татьяна Морозова рассказывает о работе в Москве; Все девочки в номере «Истинные блондинки». |            |                                                 |                  |                       |
| 18 | 18         | «Шоу Дмитрия Хрусталёва»                        | Дмитрий Ефимович | 25 октября 2009 года  |
| Танцевальный номер Екатерины Варнавы и Дмитрия Хрусталёва; Мария Кравченко подбирает девочкам женихов; Мадам Полина и Наденька участвуют в поэтической дуэли; Наталия Медведева хочет убить Дмитрия Хрусталёва. |            |                                                 |                  |                       |
| 19 | 19         | «Настоящий мужчина»                             | Дмитрий Ефимович | 1 ноября 2009 года    |
| Наталья Андреевна с номером «Мои буфера»; Татьяна Морозова хочет стать президентом; Все девочки в номере «Седой волос». |            |                                                 |                  |                       |
| 20 | 20         | «Новый ведущий шоу»                             | Дмитрий Ефимович | 8 ноября 2009 года    |
| Выпуск проводит Арарат Кещян. Катя Варнава соблазняет Арарата; У Мадам Полины украли сумку; Елена Хульевна Санта Мария Герра всё равно хочет Дмитрия Хрусталёва. |            |                                                 |                  |                       |
| 21 | 21         | «Кризис среднего возраста»                      | Дмитрий Ефимович | 15 ноября 2009 года   |
| Наталья Андреевна рассказывает о мужском кризисе; Все девочки о снах; Гипноз от Мити; Наталия Медведева — фанатка девочек; Наталья Андреевна и Мадам Полина разговаривают по душам; Все участницы шоу переодеваются в мужчин, чтобы поддержать Дмитрия Хрусталёва. |            |                                                 |                  |                       |
| 22 | 22         | «Дайджест»                                      | Дмитрий Ефимович | 22 ноября 2009 года   |
| Лучшие номера из 13-21 выпусков шоу. |            |                                                 |                  |                       |
| 23 | 23         | «Футбольный выпуск»                             | Дмитрий Ефимович | 29 ноября 2009 года   |
| Участницы шоу решают устроить секретный девичник; Наталья Андреевна рассказывает о футболе; Наталья Андреевна и Екатерина Варнава обмениваются любезностями; Наденька украла телефон у Натальи Андреевны; Мадам Полина присматривает за Еленой Хульевной Санта-Мария Герра; Екатерина Скулкина узнаёт о девичнике и решает помочь в его организации; Девушки и футбол. Гость шоу: Михаил Галустян.                                                                   |            |                                                 |                  |                       |
| 24 | 24         | «Разговор о деньгах»                            | Дмитрий Ефимович | 5 декабря 2009 года   |
| Наталья Андреевна предлагает женщинам новые схемы выманивания денег у мужчин; Мария Кравченко идёт в политику; Мадам Полина становится бардом; Наталья Андреевна ругает девушек за их заработки вне шоу; Девушки и подарки. |            |                                                 |                  |                       |
| 25 | 25         | «Вредные привычки»                              | Дмитрий Ефимович | 12 декабря 2009 года  |
| Разговор о вредных привычках участников шоу; Наталья Андреевна о недостатках; Наталья Андреевна и Екатерина Варнава просматривают фотоальбом; Елена Хульевна Санта-Мария Герра получила наследство; Наденька и Екатерина Баранова о пластических операциях; Дефиле. |            |                                                 |                  |                       |
| 26 | 26         | «О чём мечтает женщина»                         | Дмитрий Ефимович | 19 декабря 2009 года  |
| Наталья Андреевна и телефон Екатерины Варнавы; Мадам Полина бросает пить; Татьяна Морозова приглашает Дмитрия Хрусталёва в деревню; Ламбада; Наталия Медведева заменяет участниц шоу; Девушки в костюмах тех, кем они мечтали быть в детстве. |            |                                                 |                  |                       |
| 27 | 27         | «Бенефис Екатерины Скулкиной»                   | Дмитрий Ефимович | 26 декабря 2009 года  |
| Екатерина Скулкина заказывает у Comedy Woman свой бенефис; Елена Хульевна Санта-Мария Герра — невестка Екатерины Скулкиной; Наталия Медведева и подарочная песня; Татьяна Морозова и ребёнок Дмитрия Хрусталёва; Дмитрий дарит девушкам цветы; Нетрезвая Екатерина Скулкина. |            |                                                 |                  |                       |
| 28 | 28         | «Новогодний выпуск»                             | Дмитрий Ефимович | 31 декабря 2009 года  |
| Новогоднее обращение Наталии Медведевой; Праздничный стол; Снегурочки Comedy Woman. Гости шоу: Гарик Мартиросян и Александр Ревва |            |                                                 |                  |                       |
| 29 | 29         | «Рождественский выпуск»                         | Дмитрий Ефимович | 7 января 2010 года    |
| Письма Деду Морозу; Е. Варнава и Наталья Андреевна обмениваются пожеланиями; Преображение Елены Хульевны Санта-Марии Герры; Страшилки; Т. Морозова на сеновале; Группа «Супермаркет любви» с новогодней песней «Расцарапай меня»; Рождественский чемпионат Тульской области по бальным танцам. |            |                                                 |                  |                       |
| 30 | 30         | «Коктейльная вечеринка»                         | Дмитрий Ефимович | 16 января 2010 года   |
| Е. Варнава и Наталья Андреевна переживают друг за друга; Мадам Полина учит М. Кравченко писать стихи; Сплетни о Наталье Андреевне; М. Кравченко продаёт шубу; Т. Морозова кормит Дмитрия Хрусталёва; Коктейльная вечеринка. |            |                                                 |                  |                       |

#### Сезон 2 (2010—2012)
Шоу выходит в обновлённом формате. Практически в каждом выпуске присутствует специальный гость, с которым Наталья Андреевна ведёт беседу-интервью между номерами. В основном, от того или иного гостя зависит и тема выпуска (Например, Дмитрий Нагиев весь выпуск рассматривался как потенциальный новый ведущий для шоу). Также, гость шоу участвует в финальном номере выпуска.
| № | № в сезоне | Тема выпуска                                 | Режиссёр         | Дата показа в России  |
| --- | ---------- | -------------------------------------------- | ---------------- | --------------------- |
| 31 | 1          | «Международный женский день»                 | Дмитрий Ефимович | 5 марта 2010 года     |
| Празднование 8 Марта. Танцевальный номер под песню Виктории Пьер-Мари; Александр Ревва поздравляет Елену Хульевну Санта-Мария Герра; Андрей Рожков поздравляет Наталию Медведеву; Евгений Папунаишвили поздравляет Екатерину Варнаву; Ржавый и Башка поздравляют Наденьку, Екатерину Баранову и Марию Кравченко; Простая русская баба и простой русский мужик; Наталья Андреевна о том, каким она видит идеальный праздник 8 марта; Дмитрий Хрусталёв дарит подарки девушкам; финальный музыкальный номер от участниц шоу. Гости шоу: Виктория Пьер-Мари, Александр Ревва, Андрей Рожков, Евгений Папунаишвили, Михаил Башкатов, Андрей Бурковский, Антон Морозенко                                         |            |                                              |                  |                       |
| 32 | 2          | TBA                                          | Дмитрий Ефимович | 19 марта 2010 года    |
| Знакомство с Эдгардом Запашным; Мадам Полина просит Екатерину Варнаву стать её гидом по ночным тусовкам; Татьяна Морозова о русской бане; Екатерина Баранова обсуждает с участницами шоу свои отношения с Костиком; Екатерина Скулкина и Наталья Андреевна делят Запашного; Елена Хульевна Санта-Мария Герра начинает сутенёрский бизнес; Эдгард Запашный и тигрицы Comedy Woman. Гость шоу: Эдгард Запашный |            |                                              |                  |                       |
| 33 | 3          | TBA                                          | Дмитрий Ефимович | 26 марта 2010 года    |
| Знакомство с Тимуром Батрутдиновым; День рождения Марии Кравченко; Татьяна Морозова и письмо в деревню; Екатерина Варнава и Наталия Медведева о Наденьке; Наталия Медведева и Наталья Андреевна с логическими рассуждениями; Елена Хульевна Санта-Мария Герра требует от Дмитрия Хрусталёва шубу; Батрутдинов и участницы шоу с номером «Девушка Джеймса Бонда». Гость шоу: Тимур Батрутдинов |            |                                              |                  |                       |
| 34 | 4          | TBA                                          | Дмитрий Ефимович | 2 апреля 2010 года    |
| Знакомство с Алексеем Чумаковым; М. Кравченко пытается познакомить Е. Варнаву со своим другом; Т. Морозова возвращает Мадам Полину после выходных в деревне; Н. Медведева и монолог в ванне; Наталья Андреевна с поговорками про мужчин; Елена Хульевна Санта-Мария Герра и Наталия Медведева и заработок в переходе; Е. Скулкина обсуждает с участницами шоу своё свадебное путешествие; финальный номер с Алексеем Чумаковым. Гость шоу: Алексей Чумаков |            |                                              |                  |                       |
| 35 | 5          | «Дайджест»                                   | Дмитрий Ефимович | 9 апреля 2010 года    |
| Лучшие номера из выпусков 31-34 Гости шоу: Виктория Пьер-Мари, Михаил Башкатов и Андрей Бурковский. |            |                                              |                  |                       |
| 36 | 6          | «Мужская верность»                           | Роман Новиков    | 16 апреля 2010 года   |
| Танцевальный номер под песню Виктории Пьер-Мари; Знакомство с гостем шоу; Е. Варнава испытывает верность Сергея Лазарева; Е. Варнава о переоценке ценностей; Е. Скулкина переезжает в Москву; Наталья Андреевна рассказывает участницам шоу о строении обычного мужчины на примере Сергея Лазарева; Елена Хульевна Санта-Мария Герра и Мадам Полина пытаются уговорить Д. Хрусталёва выпить с ними вина; Н. Медведева и Александр Гудков — фанаты Сергея Лазарева; Серенада Ромео-Сергея Лазарева для Джульетт Comedy Woman. Гости шоу: Виктория Пьер-Мари и Сергей Лазарев. |            |                                              |                  |                       |
| 37 | 7          | «Новый ведущий шоу»                          | Роман Новиков    | 24 апреля 2010 года   |
| Танцевальный номер под песню Виктории Пьер-Мари; Д. Хрусталёва провожают в отпуск; Знакомство с гостем шоу — Дмитрием Нагиевым; Уговоры Дмитрия стать новым ведущим шоу; Танцевальный номер Д. Хрусталёва и Е. Варнавы; Елена Хульевна Санта-Мария Герра просит Е. Варнаву стать её некрасивой подругой; Мадам Полина — экскурсовод в «Музеи вина»; Участницы шоу обсуждают «предсмертное» интервью Д. Хрусталёва в журнале; М. Кравченко обсуждает с девушками новую работу своего Валерона; группа «Супермаркет любви» со своим новым хитом из «лихих 90-х» — «Ненастье»; Новый продюсер группы «Супермаркет любви»; Участницы шоу с номером «Мулен Руж». Гости шоу: Виктория Пьер-Мари и Дмитрий Нагиев. |            |                                              |                  |                       |
| 38 | 8          | TBA                                          | Роман Новиков    | 1 мая 2010 года       |
| Танцевальный номер, Знакомство с гостем; Е. Варнава и Н. Медведева «соревнуются» за А. Гудкова; Мадам Полина о великих поэтах; Елена Хульевна Санта-Мария Герра рассказывает сказки Д. Хрусталёву; Е. Варнава выбирает одну из участниц шоу для совместного ужина в ресторане; Ужин с С. Павлиашвили. Гость шоу: Сосо Павлиашвили. |            |                                              |                  |                       |
| 39 | 9          | «Продюсер для шоу»                           | Роман Новиков    | 9 мая 2010 года       |
| Танцевальный номер, Знакомство с гостем; Е. Варнава дарит участницам шоу скидочную карту в клинику пластической хирургии; Женские фокусы Натальи Андреевны; Елена Хульевна Санта-Мария Герра пытается попасть в группу «Супермаркет любви»; Д. Хрусталёв дарит Т. Морозовой гармонь; Участницы шоу в постели с продюсером. Гость шоу: Семён Слепаков. |            |                                              |                  |                       |
| 40 | 10         | «Специальный выпуск «Неизданное»»            | Роман Новиков    | 14 мая 2010 года      |
| Номера, «вырезанные» из прошлых выпусков: Д. Хрусталёв советуется с участницами шоу в выборе подарка для своей девушки; М. Кравченко переезжать к родителям Валерона; Юбилей творческой деятельности Мадам Полины; Оперная дуэль Е. Скулкиной и Н. Медведевой; Т. Морозова об Олимпиаде; Участницы шоу о татуировках; Группа «Супермаркет любви» с песней «Пацаны-пистоны»; Участницы находят подарок. |            |                                              |                  |                       |
| 41 | 11         | «Новая участница шоу?»                       | Роман Новиков    | 21 мая 2010 года      |
| Танцевальный номер; Знакомство с гостьей — потенциальной новой участницей шоу; Мадам Полина с лирическими стихами для нового возлюбленного Е. Скулкиной; Е. Варнава, Е. Баранова и М. Кравченко тайно от остальных участниц шоу устраивают отдых на даче со своими «вторыми половинками»; Е. Варнава — списанный секс-символ шоу; Н. Медведева собирает деньги на похороны Д. Хрусталёва; Все участницы шоу против Анны Семенович. Гость шоу: Анна Семенович. |            |                                              |                  |                       |
| 42 | 12         | «Женщины в политике»                         | Роман Новиков    | 28 мая 2010 года      |
| Танцевальный номер; Знакомство с гостем; Мадам Полина с политическими стихами; Биография Мадам Полины; М. Кравченко и фитнес-клуб; Елена Хульевна Санта-Мария Герра уговаривает Наденьку «вылечить» Митю; Е. Скулкина рассказывает Н. Белых о своей национальной программе по переселению душ; Н. Медведева — Незаслуженная актриса Российской Федерации; Заседание кабинета министров Comedy Woman. Гость шоу: Никита Белых. |            |                                              |                  |                       |
| 43 | 13         | «Спорт в Comedy Woman»                       | Роман Новиков    | 4 июня 2010 года      |
| Танцевальный номер; Знакомство с гостем; Н. Медведева и Е. Варнава «вяжут» собак; М. Кравченко — экскурсовод; Наталья Андреевна и К. Цзю с уроками самообороны; Неожиданное любовное увлечение Е. Варнавы; Д. Хрусталёв переезжает в деревню к Т. Морозовой; Боксёрский поединок между Д. Хрусталёвым и К. Цзю. Гость шоу: Константин Цзю. |            |                                              |                  |                       |
| 44 | 14         | «Скандал в Comedy Woman»                     | Роман Новиков    | 11 июня 2010 года     |
| Танцевальный номер; Знакомство с гостем; Е. Варнава и Д. Хрусталёв с танцевальным номером; Елена Хульевна Санта-Мария Герра — тайный фотограф Comedy Woman; Т. Мерозова «попала на деньги»; Группа «Супермаркет любви» с песней «Девчонка-кекс»; пресс-конференция группы «Супермаркет любви»; Н. Медведева репетирует сцену допроса; Скандальное шоу «Все мужики — твари!». Гость шоу: Отар Кушанашвили. |            |                                              |                  |                       |
| 45 | 15         | «Новая участница шоу — Надежда Ангарская»    | Роман Новиков    | 17 сентября 2010 года |
| Танцевальный номер; Знакомство с новой участницей; М. Кравченко поругалась с Валероном; Участницы шоу о Н. Ангарской; Якутские бриллианты Н. Ангарской; Н. Андреевна советует, как в любой ситуации оставаться леди; Е. Варнава — лузер; Н. Медведева — учитель музыки; Е. Скулкина вернулась из отпуска в Сухуме; Музыкальный номер с новой участницей. |            |                                              |                  |                       |
| 46 | 16         | «Стилист для Comedy Woman»                   | Роман Новиков    | 24 сентября 2010 года |
| Танцевальный номер; Знакомство с гостем; Журнал Comedy Woman; Шоу «Вечерний Мадрид»; Н. Медведева и А. Гудков — репетиция театра; Конкурс красоты «Мисс Comedy Woman первого созыва»: модная походка, дефиле в купальниках; заготовленная публичная речь участниц; Е. Скулкина — Мисс Вселенная. Гость шоу: Влад Лисовец. |            |                                              |                  |                       |
| 47 | 17         | «Бенефис Дмитрия Хрусталёва»                 | Роман Новиков    | 1 октября 2010 года   |
| Танцевальный номер; Обсуждение бенефиса Д. Хрусталёва; Е. Варнава поздравляет Д. Хрусталёва с бенефисом; Уроки гольфа с Е. Скулкиной; Т. Морозова и Наталья Андреевна обсуждают подарок для Д. Хрусталёва; Депрессия Мадам Полины; Группа «Супермаркет любви» с новым хитом «Школьная любовь»; Н. Ангарская — новая участница группы «Супермаркет любви»; Н. Медведеву сглазили; Необычное шоу для Мити; Д. Хрусталёв пытается покончить с собой; Музыкальный номер о Хрусталёве. Гости шоу: Заза Наполи и травести-шоу «Райские птицы». |            |                                              |                  |                       |
| 48 | 18         | «Дайджест»                                   | Роман Новиков    | 8 октября 2010 года   |
| Лучшие номера за 36-41 выпуски: Танцевальный номер; Т. Морозовой изменил её Ванька; Знакомство с Сергеем Лазаревым; Танцевальный номер Е. Варнавы и Д. Хрусталёва; Н. Медведева и Е. Варнава «делят» А. Гудкова; Мадам Полина с лирическими стихами для нового возлюбленного Е. Скулкиной; Группа «Супермаркет любви» с очередным хитом; Елена Хульевна Санта-Мария Герра пытается попасть в группу «Супермаркет любви»; Наталья Андреевна рассказывает о строении мужчины на примере Сергея Лазарева; Серенада Ромео-Сергея Лазарева для Джульетт Comedy Woman. |            |                                              |                  |                       |
| 49 | 19         | «Противостояние мужчин и женщин»             | Роман Новиков    | 15 октября 2010 года  |
| Танцевальный номер; Знакомство с гостем; Мадам Полина с рекламными стихами; Наталья Андреевна и П. Воля — противостояние мужчин и женщин; М. Кравченко оставили сидеть с ребёнком; Финальный номер с гостем: муж — Павел Воля, жены — участницы Comedy Woman. Гость шоу: Павел Воля. |            |                                              |                  |                       |
| 50 | 20         | «День открытых дверей»                       | Роман Новиков    | 22 октября 2010 года  |
| Танцевальный номер; К участницам шоу Comedy Woman приехали родственники; Двоюродная сестра Е. Варнавы из деревни Попукалово (М. Федункив); Законный муж Е. Скулкиной (А. Гудков); Уборка в Comedy Woman; Группа «Супермаркет любви» с эротичной песней; Дедушка Наденьки (Александр Коптель); Мама Н. Медведевой (Ольга Елисеева); Танцевальный номер — мысли участниц шоу Comedy Woman. Гости шоу: Марина Федункив, Александр Гудков, Ольга Елисеева и Александр Коптель. |            |                                              |                  |                       |
| 51 | 21         | «Мюзикл Comedy Woman»                        | Роман Новиков    | 29 октября 2010 года  |
| Танцевальный номер; Знакомство с гостем; Т. Морозова хочет произвести в деревне «фурор» и просит у Е. Варнавы уроки модных танцев; Танцевальный баттл Д. Хрусталёва и Е. Дружинина; Н. Медведева умирает; Е. Скулкина о праздновании своего юбилея; Мюзикл Comedy Woman с Егором Дружининым. Гость шоу: Егор Дружинин. |            |                                              |                  |                       |
| 52 | 22         | «Тупая бабская программа»                    | Роман Новиков    | 19 ноября 2010 года   |
| Танцевальный номер; Женское интеллектуальное шоу Comedy Woman переименовывается в «Тупую бабскую программу»; М. Кравченко поступила в университет; Елена Хульевна Санта-Мария Герра играет с Наденькой; Е. Варнава разъехалась с «рублёвским папиком»; Д. Хрусталёв пытается найти разум у участниц шоу; Все девушки Comedy Woman играют в «Что? Где? Когда?». |            |                                              |                  |                       |
| 53 | 23         | «лжеНаташа Королёва»                         | Роман Новиков    | 26 ноября 2010 года   |
| Танцевальный номер; Знакомство с гостьей — Н. Медведевой, которая выдаёт себя за Наташу Королёву; Наталья Андреевна пытается узнать у Е. Варнавы о неизвестном Олеге; Т. Морозова учит английский язык; Т. Морозова купила в деревню деревянный уличный туалет; М. Кравченко — стюардесса; лжеНаташа Королёва — Медведева и настоящая Наташа Королёва. Гость шоу: Наташа Королёва. |            |                                              |                  |                       |
| 54 | 24         | «Дело на участниц шоу Comedy Woman»          | Роман Новиков    | 3 декабря 2010 года   |
| Танцевальный номер; Знакомство с нежданным гостем; На участниц шоу заводят уголовное дело; М. Кравченко — известная актриса; Т. Морозова спасла поросёнка; Н. Медведева рассказывает о своём парне-рокере; План побега участниц шоу; Алиби участниц; Е. Скулкина вытаскивает девушек шоу из-за решётки на юбилей своей мамы. Гость шоу: Антон Морозенко. |            |                                              |                  |                       |
| 55 | 25         | «Бенефис Мадам Полины»                       | Роман Новиков    | 10 декабря 2010 года  |
| Танцевальный номер; Мадам Полина устраивает творческий вечер; Встреча Мадам Полины и читателей; «Лечебный» чай Т. Морозовой; Конверты с зарплатой для участниц шоу; Мадам Полине на бенефис дарят статую без головы; Кинокартина «Бенефисъ». |            |                                              |                  |                       |
| 56 | 26         | «Гость, которого должен был пригласить Митя» | Роман Новиков    | 17 декабря 2010 года  |
| Танцевальный номер; Знакомство с гостем; Мадам Полина о современных опасностях; Музыкально-танцевальный номер Б. Моисеева, Е. Варнавы и Д. Хрусталёва; Д. Хрусталёв заболел; Н. Медведева и А. Гудков с номером «Молодёжный американский сериал „Шаг назад“»; Т. Морозова привела невесту для Д. Хрусталёва; Участницы шоу извиняются перед Д. Хрусталёвым; Финальный музыкальный номер. Гость шоу: Борис Моисеев. |            |                                              |                  |                       |
| 57 | 27         | «Новогодний корпоратив Comedy Woman»         | Роман Новиков    | 24 декабря 2010 года  |
| Танцевальный номер; Участницы шоу о корпоративе; Застолье; Тост Натальи Андреевны; Новогоднее поздравление Мадам Полины; М. Кравченко переезжает в Германию; Новогодние подарки Натальи Андреевны участницам шоу; Песни под гитару от Н. Медведевой; Файер-шоу для Comedy Woman; Наталья Андреевна и Е. Варнава делятся планами на будущее; Танцы; |            |                                              |                  |                       |
| 58 | 28         | «Новогодний выпуск»                          | Роман Новиков    | 31 декабря 2010 года  |
| Танцевальный номер; Поздравление женщин с Новым годом; Гарик Мартиросян собирается вернуть Д. Хрусталёва в Comedy Club. Мадам Полина и бармен Максим. Фокусы от братьев Сафроновых. Видеообращение Н. Медведевой из стационара доктора Быкова. Девушки наряжают ёлку. Новогодние поздравления. Гости шоу: Гарик Мартиросян, Братья Сафроновы и Иван Охлобыстин. |            |                                              |                  |                       |
| 59 | 29         | «Бенефис Екатерины Варнавы»                  | Роман Новиков    | 21 января 2011 года   |
| Танцевальный номер; Наталья Андреевна рассказывает участницам шоу о заказе бенефиса Е. Варнавы; Девушки шоу о своих покупках; Елена Хульевна Санта-Мария Герра просит Н. Ангарскую пропеть вместо себя поздравление для Е. Варнавы; М. Кравченко — уроки самообороны; Е. Скулкина дарит в подарок Е. Варнаве песцовую шапку; Подарки для Е. Варнавы от Д. Хрусталёва и встреча с устроителем бенефиса Варнавы; Финальный музыкальный номер. Гости шоу: Ашот Кещян. |            |                                              |                  |                       |
| 60 | 31         | «1 миллион долларов»                         | Роман Новиков    | 7 марта 2011 года     |
| Танцевальный номер; Участницы шоу и чемоданчик с миллионом долларов; Е. Варнава просит у Натальи Андреевны денег на шубу; Гадалка Елена Хульевна Санта-Мария Герра; Парень Е. Варнавы хочет ребёнка; Д. Хрусталёв предлагает выгодно вложить деньги; Н. Медведева — попрошайка; Участие девушек в освоении миллиона долларов; Е. Скулкина придумала бизнес-план обогащения участниц шоу; Наталья Андреевна возвращает миллион хозяину; Финальный музыкальный номер о деньгах. Гость шоу: Миллион долларов. |            |                                              |                  |                       |
| 61 | 31         | «Художник в шоу Comedy Woman»                | Роман Новиков    | 14 января 2012 года   |
| Танцевальный номер; Знакомство с гостем; Е. Баранова и общение с мужем Костиком по Скайпу; Т. Морозова звонит в свою деревню с помощью Скайпа; Участницы шоу дарят свои рисунки Н. Сафронову для выставки; Н. Медведева ворует косметику у Е. Варнавы; Е. Скулкина составляет с Д. Хрусталёвым брачный договор; Н. Сафронов пишет портрет Натальи Андреевны. Гость шоу: Никас Сафронов. |            |                                              |                  |                       |
| 62 | 32         | «Дайджест»                                   | Роман Новиков    | 21 января 2012 года   |
| Лучшие номера из выпусков 42-55. |            |                                              |                  |                       |

#### Сезон 3 (2011—2012)
Шоу выходит в новом формате. Екатерина Баранова покидает шоу. Личные отношения между участниками перенесены в «закулисье».
| № | № в сезоне | Тема выпуска                                  | Режиссёр      | Дата показа в России  |
| --- | ---------- | --------------------------------------------- | ------------- | --------------------- |
| 63 | 1          | «Новый формат»                                | Роман Новиков | 19 ноября 2011 года   |
| На сцене: Танцевальный номер; Модельное агентство; Уборщица; Похороны сапог; Знакомство с родителями; Выпускной; Где-то в Америке, где-то в середине 40-х; Ежедневный фестиваль женской истерики. За кулисами: После танца; Н. Медведева недовольна гримёром; Е. Скулкина отчитывает рабочий персонал шоу; Мадам Полина клянётся Наталье Андреевне, что не пила; Наталья Андреевна увеличивает зарплату Наденьке в один раз; У Д. Хрусталёва нет гримёрки. Гость шоу: Д. Грачёв. |            |                                               |               |                       |
| 64 | 2          | TBA                                           | Роман Новиков | 26 ноября 2011 года   |
| На сцене: Танцевальный номер; Возврат сапог в магазин; Съёмки сериала, сцена «В коме»; Музыкальный номер Натальи Андреевны и Дюши Метёлкина; Фотостудия в центре Москвы; Пересдача студентки Кравченко; 35-летняя дочь приводит парня домой; За несколько часов до свадьбы Т. Морозовой. За кулисами: Успокоительное для Н. Медведевой; Е. Варнава подвернула ногу; Пересадка волос для Д. Хрусталёва; Туфли М. Кравченко; Околотуалетное пение Н. Ангарской. Гость шоу: Дюша Метёлкин. |            |                                               |               |                       |
| 65 | 3          | TBA                                           | Роман Новиков | 3 декабря 2011 года   |
| На сцене: Танцевальный номер; Кафе в аэропорту; Чиксы Даяна и Алекса пытаются пройти в клуб; Мамы на детской площадке; Наталья Андреевна о том, в каких случаях не стоит выходить замуж; Актёрское агентство; Молодожёны разбирают свадебные подарки; Кошки. За кулисами: ПМС Т. Морозовой; Мадам Полина просит деньги в долг; Новая причёска Елены Хульевны Санта-Мария Герра; Вырез Е. Скулкиной |            |                                               |               |                       |
| 66 | 4          | TBA                                           | Роман Новиков | 10 декабря 2011 года  |
| На сцене: Танцевальный номер; Брачное агентство; Мамы с колясками; Муж и жена живут с бабушкой; Чиксы Даяна и Алекса курят кальян; Группа «Супермаркет любви» с песней «Щепка»; Бывшие в ресторане; Подруги утешают девушку, которую бросил парень. За кулисами: Ультиматум Елены Хульевны Санта-Мария Герра; Платье для М. Кравченко; Елена Хульевна Санта-Мария Герра в журнале Плейбой; Т. Морозова — распространитель косметики; В гримёрке после песни «Щепка»; Новый парик Д. Хрусталёва. |            |                                               |               |                       |
| 67 | 5          | TBA                                           | Роман Новиков | 17 декабря 2011 года  |
| На сцене: О девушках шоу (танцевальный номер); Мать пришла к учителю; Е. Варнава учит Т. Морозову врать мужу; Муж и жена в постели и сверлящий сосед; Наталья Андреевна о невезении; Девушка приехала из Москвы в родную деревню; Районный ЗАГС; Гангстерский триллер. За кулисами: После танца; Репетиция номера Елены Хульевны Санта-Мария Герра; Е. Скулкина о тесных гримёрках; Группа «Супермаркет любви» с песней «Путана с Плутона»; Запрет на курение; Е. Варнава звонит с телефона Д. Хрусталёва; |            |                                               |               |                       |
| 68 | 6          | «Дайджест»                                    | Роман Новиков | 24 декабря 2011 года  |
| Лучшие номера из 63-67 выпусков. |            |                                               |               |                       |
| 69 | 7          | «Поздравление девушек с 8 марта от звёзд ТНТ» | Кирилл Кузин  | 8 марта 2012 года     |
| На сцене: Танцевальный номер; Поручик Елдов и дамы; Признание в любви; Интервью участников шоу Comedy Woman с Жориком Вартановым; 8 марта, у служебного входа в стриптиз-клуб; Наталья Андреевна рассказывает об истории праздника «8 марта»; Comedy Woman в «Дом-2». За кулисами: Интервью участников шоу о 8 марта; Поздравление от USB; Н. Медведева недовольна тем, куда посадили в зале её маму. Гости шоу: Г. Харламов, Н. Наумов; Группа USB; М. Галустян; В. Гагунский. |            |                                               |               |                       |
| 70 | 8          | «Геи»                                         | Кирилл Кузин  | 17 марта 2012 года    |
| На сцене: Танцевальный номер; Лесбиянки в районном ЗАГСе; Очередь к пластическому хирургу; Супруги собирают чемодан для отпуска в Турцию; Арфистка; Даяна, Алекса и хозяйка съёмной квартиры; Наталья Андреевна о гее Эдике, живущим в её дворе в Тбилиси; Группа «Супермаркет любви» с песней гей-кандидата из партии «Раскрепощённая Россия»; Художественная мастерская. За кулисами: В гримёрках после танца; Наталья Андреевна с репортажем из женской гримёрки; Скорая для Наденьки; «Увольнение» М. Кравченко; Н. Медведева о своей идеальности; Участницы шоу и пузырчатая упаковка. Гость шоу: В. Пашенко.     |            |                                               |               |                       |
| 71 | 9          | «Военные»                                     | Кирилл Кузин  | 24 марта 2012 года    |
| На сцене: Танцевальный номер; Т. Морозова не дождалась парня из армии; Скорая приехала к молодожёнам; Наталья Андреевна об идеальных мужчинах; Женское Объединение Против Самцов (ЖОПС); В гардеробе драматического театра; Адольф Гитлер и Ева Браун; Совещание в Стриптиз-клубе «На любителя». За кулисами: Наденька со страшной маской; А. Гудков и Серёжа у зеркала; Т. Морозова и Е. Варнава у кулера; Н. Медведева — самая главная в шоу; Массаж головы для Д. Хрусталёва; Д. Хрусталёв звонит в автосервис. Гости шоу: Д. Карибов, В. Пашенко.                                                                  |            |                                               |               |                       |
| 72 | 10         | «Холостяки»                                   | Кирилл Кузин  | 31 марта 2012 года    |
| На сцене: Танцевальный номер; У бассейна; Наталья Андреевна о свадебном сне; Экзамен по семейной жизни; Ольга Глубокая с песней для настоящих мужиков; Танец Е. Варнавы и Д. Хрусталёва; Тамада и баянист; Полицейский и проститутки; Музыкальный номер «Бар Брошенных Баб». За кулисами: Т. Морозова и бесплатные бутерброды из буфета; Н. Медведева и Т. Морозова в гримёрке; Т. Морозова с сумкой, полной рулонов туалетной бумаги; Т. Морозова продолжает воровать бутерброды из буфета; Е. Варнава потеряла кольцо после танца; Е. Варнава и костюм полицейского. Гости шоу: Д. Карибов, В. Пашенко, Т. Каргинов. |            |                                               |               |                       |
| 73 | 11         | «Девичник»                                    | Кирилл Кузин  | 7 апреля 2012 года    |
| На сцене: Танцевальный номер; Жена и любовница встречаются в кафе; Страшилки на девичнике; Мадам Полина с передачей «Необыкновенные истории обыкновенных женщин» о Зое Пироговой; Мама выбирает сыну проститутку; Где-то в торговом центре; Первый рабочий день новой секретарши вместе с очень опытной секретаршей; Простая русская баба в гареме. За кулисами: Е. Варнава уговаривает Е. Скулкину повторить номер; Т. Морозова ест яйцо; Н. Медведева и Наталья Андреевна перед номером; Наталья Андреевна и участницы шоу в гримёрке; Т. Морозова и звонок из банка. Гость шоу: В. Пашенко.                         |            |                                               |               |                       |
| 74 | 12         | «Дайджест»                                    | Кирилл Кузин  | 14 апреля 2012 года   |
| Лучшие номера из 69-72 выпусков. |            |                                               |               |                       |
| 75 | 13         | TBA                                           | Кирилл Кузин  | 21 апреля 2012 года   |
| На сцене: Танцевальный номер; Брошенная невеста в районном ЗАГСе г. Серпухова; Промах Казановы; Несостоявшийся курортный роман; Автошкола с женщиной-инструктором; Маньяк-неудачник и его жертвы; Номер «Артистка» в стиле немого кино. За кулисами: Елена Хульевна Санта-Мария Герра и старый прикол интернета; Е. Варнава на обложке модного журнала; Наталья Андреевна и организатор концертов; Е. Варнава и самолёт в Лос-Анджелес; Наталья Андреевна выдаёт зарплату участницам шоу; Т. Морозова и её кинокарьера. Гости шоу: А. Ревва, В. Пашенко, Т. Каргинов.                                                  |            |                                               |               |                       |
| 76 | 14         | TBA                                           | Кирилл Кузин  | 29 апреля 2012 года   |
| На сцене: Танцевальный номер; Клуб рублёвских жён; Мэрилин Монро и Джо Ди Маджо; Подруги сбили ГАИшника; Революция пришла в усадьбу графини Апостоловой, 1918 год; Служба спасения безнадёжных женщин; Девушки плетут венки. За кулисами: Т. Морозова просится пожить в вагончик Натальи Андреевны; Т. Морозова обживается в вагончике Натальи Андреевны; у Е. Варнавы пропал iPhone; Е. Варнава и Наталья Андреевна обсуждают странного гостя в гримёрках — дядю Т. Морозовой; Д. Хрусталёва после номера с гаишником ударил дядя Т. Морозовой; Милиция и дядя Т. Морозовой. Гость шоу: Д. Вьюшкин, В. Пашенко.       |            |                                               |               |                       |
| 77 | 15         | «9 мая»                                       | Кирилл Кузин  | 9 мая 2012 года       |
| На сцене: Танцевальный номер к празднику; Молодая семья отмечает праздник с мамой мужа; Хипстеры; Новенькая официантка на кухне ресторана; Д. Хрусталёв рассказывает о своём сексуальном опыте; Тренер и метательница ядра; Исповедь влюблённых в баре и салоне красоты. За кулисами: Е. Варнава меняет купюру 5 тысяч; Н. Андреевна запрещает номер про хипстеров; Т. Морозова и планшет; Н. Ангарская и буфетчица Олеся; Т. Морозова рассказывает о менеджере в банке. Гость шоу: В. Пашенко. |            |                                               |               |                       |
| 78 | 16         | TBA                                           | Кирилл Кузин  | 19 мая 2012 года      |
| На сцене: Танцевальный номер; Супруги в больнице; Сумасшедший учёный создаёт идеального мужчину; Группа «Супермаркет любви» с песней «Чёрная вдова»; Психолог в депрессии; Планёрка в женском цирке; Наталья Андреевна у рояля рассуждает о предстоящем конце света. За кулисами: Наталья Андреевна и кукла вуду; Н. Медведева и Наталья Андреевна ищут создателя куклы; Наталья Андреевна а Н. Ангарская в гримёрке; Н. Медведева и М. Кравченко разговаривают о кукле вуду Натальи Андреевны; Правда о кукле. Гость шоу: Ю. Ахмедова и В. Пашенко                                                                    |            |                                               |               |                       |
| 79 | 17         | TBA                                           | Кирилл Кузин  | 26 мая 2012 года      |
| На сцене: Танцевальный номер; Тату-салон; Репетиция утренника в детском саду; Брат приехал; Премия «Золотые глобусы»; Женская тюрьма в Техасе. За кулисами: Мадам Полина занимается йогой; Т. Морозова оставляет яблоки в гримёрке; Н. Ангарская репетирует в вагончике Натальи Андреевны; Мадам Полина и звонящий телефон; Мадам Полина достигает нирваны. Гость шоу: А. Коптель, В. Пашенко, «Лицедеи». |            |                                               |               |                       |
| 80 | 18         | TBA                                           | Кирилл Кузин  | 2 июня 2012 года      |
| На сцене: Танцевальный номер; Женщина вернулась в своё прошлое; Советская романтика; Фокусник и ассистентка; Рецепшн провинциального отеля; Мисс Марпл. За кулисами: Е. Варнава просит Наталью Андреевну подыграть ей и сказать съёмочной группе «ФешенПопСто», что именно Катя главная в шоу; Интервью Е. Варнавы для модной программы; Е. Варнава уговаривает Т. Морозову похвалить её в интервью; Е. Варнава рассказывает о своей работе; Е. Варнава о своих костюмах; Н. Медведева уговаривает «ФешенПопСто» снимать её. Гость шоу: А. Бурносов и В. Пашенко.                                                      |            |                                               |               |                       |
| 81 | 19         | TBA                                           | Кирилл Кузин  | 15 сентября 2012 года |
| На сцене: Танцевальный номер; Парень с девушкой и её депрессивной сестрой в ресторане; Наталья Андреевна решает покончить жизнь самоубийством; У девушки захлопнулась дверь в квартиру; Группа «Супермаркет любви» с песней о боксе; Наталия Медведева — радиоведущая; Мужчина вызвал «Даму с собачкой» (Садомазо). За кулисами: Наденька прислуживает Е. Скулкиной; Митя и «красные» очки; Наталья Андреевна отобрала у Д. Хрусталёва «красные» очки; М. Кравченко бьёт гримёра Виталика; Н. Медведева понимает собак. Гость шоу: Ю. Ахмедова и В. Пашенко.                                                           |            |                                               |               |                       |
| 82 | 20         | TBA                                           | Кирилл Кузин  | 22 сентября 2012 года |
| На сцене: Танцевальный номер; Борьба за сумочку в магазине; Муж и жена в спортивном баре смотрят футбол; Креативщики придумывают сценарий для нового сериала; Надоедливая покупательница; Мексиканские заложницы; Суд над Викторией Лопырёвой. За кулисами: Наталья Андреевна влюбилась; Е. Скулкина даёт любовные советы Наталье Андреевне; Мадам Полина даёт любовные советы Наталье Андреевне; Наталья Андреевна и грудь из ваты; Е. Варнава помогает Наталье Андреевне; Гость шоу: В. Лопырёва, В. Пашенко. |            |                                               |               |                       |
| 83 | 21         | TBA                                           | Кирилл Кузин  | 29 сентября 2012 года |
| На сцене: Танцевальный номер; Назойливая попутчица в поезде; Женщина-киллер и заказчица; Супермаркет после 22-00; Бодибилдерши; Покупка шубы; Дежурство в школе. За кулисами: В. Пашенко и его собачка Тиффани; Е. Бороденко и Н. Ангарская репетируют танец; В. Пашенко гримирует Д. Хрусталёва; Наденька жалуется Т. Морозовой на свою ненужность в шоу; Т. Морозова и её отрез ткани. Гость шоу: В. Пашенко. |            |                                               |               |                       |
| 84 | 22         | «Дайджест»                                    | Кирилл Кузин  | 25 августа 2012 года  |
| Лучшие номер из 64, 66, 70, 72, 76-81 выпусков. Гость шоу: Т. Каргинов, В. Пашенко. |            |                                               |               |                       |
| 85 | 23         | «Курортный дайджест»                          | Кирилл Кузин  | 7 сентября 2012 года  |
| Лучшие номер из 64-65, 70-73, 79-80 выпусков. Гость шоу: А. Бурносов и В. Пашенко. |            |                                               |               |                       |
| 86 | 24         | «Дайджест»                                    | Кирилл Кузин  | 7 сентября 2012 года  |
| Лучшие номер из 64, 69, 73, 78, 80 выпусков. Гости шоу: Дюша Метёлкин, Г. Харламов, В. Пашенко. |            |                                               |               |                       |
| 87 | 25         | TBA                                           | Кирилл Кузин  | 6 октября 2012 года   |
| На сцене: Танцевальный номер; Фитнес-клуб; Барыня даёт разрешение на свадьбу; Свин-Авиа; Гадалка и недовольный клиент; Жена вернулась из командировки; Допрос о мальчишнике. За кулисами: Мадам Полина пытается пристроить свою знакомую стилистом в шоу; Буфетчица Олеся и актёр эпизодических сцен Е. Бороденко; День рождения Н. Ангарской; Подарки для Н. Ангарской; Е. Варнава дарит Н. Ангарской подарок; Н. Ангарская сожгла подарки. Гости шоу: В. Пашенко. |            |                                               |               |                       |
| 88 | 26         | TBA                                           | Кирилл Кузин  | 13 октября 2012 года  |
| На сцене: Танцевальный номер; Знаменитость в аэропорту; Привыкшая болеть; День рождения жены в ресторане; Женский боевик; Хороший мальчик и плохая девочка (Гудков и Медведева), песня "Жил обычный коричневый крот"; Школьницы вызывают духов. За кулисами: Весы в гримёрке; Скулкина в буфете; Обед в гримёрке и диета Скулкиной; Скулкина и галлюцинации от голода; Скулкина добралась до буфета. Гости шоу: В. Пашенко. |            |                                               |               |                       |
| 89 | 27         | TBA                                           | Кирилл Кузин  | 27 октября 2012 года  |
| На сцене: Танцевальный номер; Стюардессы на рейсе в Анталию; Экзамен со странным преподавателем; Судебные приставы; Поездка на дачу; В аду; Фестиваль неприятного пения. За кулисами: Н. Медведев подсматривает за Д. Хрусталёвым; В буфете; Т. Морозова и её замена; Т. Морозова прощается с девочками; Т. Морозова следит за новой участницей и пытается быть не хуже; Т. Морозова — новая уборщица. Гости шоу: В. Пашенко. |            |                                               |               |                       |
| 90 | 28         | «Дайджест»                                    | Кирилл Кузин  | 10 ноября 2012 года   |
| Лучшие номера из 87-89 и 91 выпусков. Гости шоу: В. Пашенко. |            |                                               |               |                       |
| 91 | 29         | TBA                                           | Кирилл Кузин  | 20 октября 2012 года  |
| На сцене: Танцевальный номер; Ругань в бизнес-классе; Знакомство с родителями в 2112 году; Встреча выпускников; Медведева в костюме хорька; Культурная жена и гопник-муж; Комсомольское собрание. За кулисами: Т. Морозова читает книгу; Д. Хрусталёв и А. Гудков после номера «Знакомство с родителями в 2112 году»; Н. Медведева гримируется к выходу на сцену для номера в костюме хорька; Скулкина и новые серьги; Несчастья участниц шоу; Сожжение ведьмы. Гости шоу: Александр Коптель, В. Пашенко. |            |                                               |               |                       |

#### Сезон 4 (2012—2014)
Для 4 сезона были построены новые декорации. Произошли изменения в составе участников и создателей шоу: к основным участникам с 10 (101) выпуска присоединилась Марина Федункив; Олеся Яппарова и Евгений Бороденко стали появляться в каждом выпуске; Елена Борщёва покинула шоу; а с девятого (100) выпуска к Кириллу Кузину в качестве второго режиссёра добавляется Игорь Панюшкин.
| № | № в сезоне | Тема выпуска                        | Режиссёр                      | Дата показа в России  |
| --- | ---------- | ----------------------------------- | ----------------------------- | --------------------- |
| 92 | 1          | «Новый сезон»                       | Кирилл Кузин                  | 17 ноября 2012 года   |
| На сцене: Танцевальный номер. Ангел и демон Т. Морозовой. Эксгибиционист в парке. На приёме у пластического хирурга. Сборка новой кровати. Ухаживания в русской глубинке. Как сложилась судьба Диснеевских принцесс в продолжении сказок. За кулисами: Наденька боится Н. Медведеву, в которую вселился Дьявол; Кошмар Е. Варнавы; В. Пашенко уходит из шоу к В. Леонтьеву; В. Пашенко сообщает Т. Морозовой об уходе; Наталья Андреевна просит В. Пашенко вернуться в шоу; Н. Ангарская после номера с принцессами. Гость шоу: В. Пашенко. |            |                                     |                               |                       |
| 93 | 2          | TBA                                 | Кирилл Кузин                  | 24 ноября 2012 года   |
| На сцене: Танцевальный номер. Три жены: проститутка, кухарка и лучший друг. После знакомства с родителями в Медведково. Молодая жена со старым мужем. Группа «Супермаркет любви» с песней «Джакузи любви». Место для пикника. Аукцион. За кулисами: Наталья Андреевна теперь перечисляет зарплату участницам на карточки; Наталья Андреевна и камни для участниц шоу; Тренажёр в гримёрке; Девушки и тренажёр; А. Гудков пытается уволиться. Гость шоу: В. Пашенко. |            |                                     |                               |                       |
| 94 | 3          | TBA                                 | Кирилл Кузин                  | 1 декабря 2012 года   |
| На сцене: Танцевальный номер. Школа тёлок. Дворянка на рынке в 1918 году. Обычная немецкая семья со всеми своими стереотипами. Бюро по подбору любовников. Первая брачная ночь в отеле. Девушки на мосту. За кулисами: Наталья Андреевна и большое яблоко; Т. Морозова подмешивает возбудитель в стакан с водой гримёру, но выпивает его Д. Хрусталёв; Д. Хрусталёв пристаёт к Наталье Андреевне; «Возбуждённый» Д. Хрусталёв и девочки в гримёрке; Наталья Андреевна хочет проверить уровень интеллекта Т. Морозовой; Н. Медведева и А. Гудков играют в карты на раздевание. Гость шоу: В. Пашенко. |            |                                     |                               |                       |
| 95 | 4          | TBA                                 | Кирилл Кузин                  | 8 декабря 2012 года   |
| На сцене: Танцевальный номер. Выбор отца ребёнка в клинике «Перинаталья». Наследство от любовницы. Одинокая девушка в дальней комнате на вечеринке. Экстремальные увлечения на днях рождения Натальи Андреевны. Девушка для дракона. Знакомство с родителями невесты. За кулисами: Е. Скулкина и А. Гудков за кулисами; Е. Скулкина и обед для А. Гудкова; Е. Скулкина ревнует А. Гудкова к гримёру; Танцы Е. Бороденко и Е. Скулкиной; Т. Морозова гримируется для съёмок в рекламе; Мадам Полину собирают на свидание. Гости шоу: В. Пашенко и А. Коптель. |            |                                     |                               |                       |
| 96 | 5          | TBA                                 | Кирилл Кузин                  | 12 декабря 2012 года  |
| На сцене: Танцевальный номер. Встреча жены из роддома. Невышедшая серия Бондианы с неудачной девушки Бонда. Любовник и любовница. Чемпионат по фигурному катанию. Вокально-Инструментальный Апокалипсис «Супермаркет любви» с песней про конец света. Траурное празднование 30-летия. За кулисами: Наталья Андреевна слушает запись со странными стонами и проверяет Наденьку, выясняя, она ли стонала; Наталья Андреевна продолжает поиски, попросив Е. Скулкину донести тяжёлый реквизит; Наталья Андреевна проверяет Мадам Полину; Наталья Андреевна проверяет Н. Ангарскую, Е. Варнаву и А. Гудкова; Участницы шоу собрались высказать своё недовольство Наталье Андреевне; Наталья Андреевна выявляет стонущего. Гости шоу: В. Пашенко и А. Коптель. |            |                                     |                               |                       |
| 97 | 6          | TBA                                 | Кирилл Кузин                  | 22 декабря 2012 года  |
| На сцене: Танцевальный номер. Хозяйка отчитывает шофёра. Свидание с чужим мужем; Провинциалка на балете. Новая учительница русского языка в учительской. Премия за лучшее видео в интернете «Жесть смотри до конца». За кулисами: Наденька расплачивается с таксистом; Таксист за кулисами шоу; Счастливый обморок таксиста; Т. Морозова скрывает свою беременность от Натальи Андреевны; Т. Морозова получает комбинезон в подарок для малыша; Коляска в подарок для Т. Морозовой. Гости шоу: Ашот Кещян и В. Пашенко. |            |                                     |                               |                       |
| 98 | 7          | «Новогодний выпуск»                 | Кирилл Кузин                  | 30 декабря 2012 года  |
| На сцене: Танцевальный номер. Одинаковые карнавальные костюмы. Новый год в аэропорту Шереметьево. Новогодний утренник в детском саду. Новогодняя стриптизёрша ошиблась адресом. Новогодние чудеса. Отмена традиционного окончания шоу с представлением участниц; Дед Мороз и желания на Новый год; Новогоднее поздравление от президента. За кулисами: Новогоднее застолье; Д. Хрусталёв — Дед Мороз; Д. Хрусталёв дарит всем в подарок одного и того же шоколадного Деда Мороза; Наденька и хлопушка; Шампанское за кулисами; Т. Морозова собирает еду в свою сумку; Новый год за кулисами. Гости шоу: В. Пашенко, Д. Грачёв, А. Бурносов. |            |                                     |                               |                       |
| 99 | 8          | TBA                                 | Кирилл Кузин                  | 24 марта 2013 года    |
| На сцене: Танцевальный номер. Дед Мороз и Снегурочка на лавочке. Свидание в ресторане с младшей сестрой. Муж пытается уйти от сильной жены. В модной парикмахерской. Дворяне в эмиграции в Румынии. Ангелы Чарли 15 лет спустя. За кулисами: Н. Медведева и М. Кравченко ждут Наталью Андреевну; Е. Варнава и Наденька фотографируются, играя в шахматы; Е. Варнава, Т. Морозова и телефоны; Т. Морозова и её надоедливый телефон; Т. Морозова делает Е. Варнаве маску из огурцов; Буфетчица Олеся гадает участницам шоу. Гость шоу: В. Пашенко. |            |                                     |                               |                       |
| 100 | 9          | «Праздничный выпуск к 8 марта»      | Кирилл Кузин и Игорь Панюшкин | 8 марта 2013 года     |
| На сцене: Суд о 8-м марта. После концерта Стаса Михайлова. Шоколадная фабрика Натальи Слипловой. Больница 8 марта. Две актрисы в гримёрке. Магазин «Мир мужчин». За кулисами: Д. Хрусталёв забыл о 8 марта; Д. Хрусталёв дарит подарки Наталье Андреевне; Д. Хрусталёв дарит Наденьке подарок; Н. Медведева предлагает Д. Хрусталёву скинуться на подарок для девочек; Д. Хрусталёв дарит девочкам дождь из цветов. Гости шоу: В. Пашенко и Е. Коптель. |            |                                     |                               |                       |
| 101 | 10         | «Новая участница — Марина Федункив» | Кирилл Кузин и Игорь Панюшкин | 31 марта 2013 года    |
| На сцене: Танцевальный номер. Страховка перед сексом. Алекса и Дайана в туалете клуба. Жена привела мужа к ветеринару. Повышение по службе. Плохая мама пришла к учителю. Редакция женского журнала. За кулисами: Наденьке не нравится причёска; Е. Варнава ищет подарок; Девушки становятся заложницами; Наталья Андреевна торгуется за жизнь участниц шоу; Н. Медведева и М. Кравченко обсуждают Наталью Андреевну. Гость шоу: В. Пашенко. |            |                                     |                               |                       |
| 102 | 11         | TBA                                 | Кирилл Кузин и Игорь Панюшкин | 7 апреля 2013 года    |
| На сцене: Танцевальный номер. Торговый центр «Строгино Плаза». Женщина просит соседку переспать с её мужем. Подруги делят мужа. Жена-актриса. Провинциальный салон красоты. «Крёстный отец» в исполнении девочек. За кулисами: «Друг» Полины пытается побольше узнать о Полине у участниц шоу. Гости шоу: В. Пашенко и А. Скороход. |            |                                     |                               |                       |
| 103 | 12         | TBA                                 | Кирилл Кузин и Игорь Панюшкин | 19 апреля 2013 года   |
| На сцене: Танцевальный номер. Стирание памяти. Музей современного искусства. Ограбление бутика. Оригинальный подарок. Отец ученика в школе. Кастинг в Битву экстрасенсов. За кулисами: Наде мешают репетировать; Н. Медведева не хочет ничего рассказывать; Аллергия Е. Варнавы; Н. Медведева и скрытая камера; Наталья Андреевна следит за девочками через камеру; Камера из Дома-2. Гости шоу: В. Пашенко и Эвелина Гранд. |            |                                     |                               |                       |
| 104 | 13         | «Дайджест»                          | Кирилл Кузин и Игорь Панюшкин | 26 апреля 2013 года   |
| Лучшие номера из 92—96 выпусков: На сцене: На приёме у пластического хирурга. Место для пикника. Девушки на мосту. Обычная немецкая семья со всеми своими стереотипами. Как сложилась судьба Диснеевских принцесс в продолжении сказок. Траурное празднование 30-летия. За кулисами: Наталья Андреевна и камни для участниц шоу; Мадам Полину собирают на свидание; А. Гудков пытается уволиться; Наталья Андреевна хочет проверить уровень интеллекта Т. Морозовой. Гость шоу: В. Пашенко. |            |                                     |                               |                       |
| 105 | 14         | TBA                                 | Кирилл Кузин и Игорь Панюшкин | 8 мая 2013 года       |
| На сцене: Танцевальный номер. Разнообразие в семейной жизни. Женщины в банке. Ансамбль русского народного танца «Подберёзки». Гусар и дама. Актёры в ток-шоу. За кулисами: Полина и чай; Ненастоящий В. Путин приходит в шоу; Лже-Путин и Наденька; Лже-Путин и Е. Варнава; Армрестлинг Е. Скулкиной и Лже-Путина; Лже-Путин и пенсионеры. Гости шоу: В. Пашенко и Д. Грачёв. |            |                                     |                               |                       |
| 106 | 15         | TBA                                 | Кирилл Кузин и Игорь Панюшкин | 17 мая 2013 года      |
| На сцене: Танцевальный номер. Утреннее телешоу «Доброе утро, женщина!». Сплетница по вызову. Женская волейбольная команда велосипедного завода «Педалька»; Белочка. Подъезд в 01:30 ночи. Девичник в Медведково. За кулисами: Семечки; Мадам Полина тайно пьёт вино; Близняшки Екатерина и Волга ищут Наденьку. Гость шоу: В. Пашенко, Е. и В. Король. |            |                                     |                               |                       |
| 107 | 16         | TBA                                 | Кирилл Кузин и Игорь Панюшкин | 24 мая 2013 года      |
| На сцене: Танцевальный номер. Последствия игр в постели с неудачным мужем. Служба спасения женщин. Возвращения мужа с командировки с необычными подарками. Отбор в экзаменационной комиссии театрального вуза. Продавец в магазине. За кулисами: Сысоева прыгает через скакалку и Ангарская тоже хочет, но ей не разрешают. Наталья Андреевна встречается с Тимати. Скулкина примеряет на себя роликовые кроссовки Наденьки. Гудков дарит цветы Медведевой. Анестезия у Мити. Пашенко и Гудков не могут донести магнитофон Варнавы. Гость шоу: В. Пашенко |            |                                     |                               |                       |
| 108 | 17         | TBA                                 | Кирилл Кузин и Игорь Панюшкин | 31 мая 2013 года      |
| На сцене: Танцевальный номер; Приезд «Скорой помощи». Грабительницы в отделении милиции. Звезда из Москвы в провинции. Праздник развода. Игра «Самая глупая женщина». За кулисами: Т. Морозова вернулась, но её никто не узнаёт; Т. Морозову узнали; Н. Сысоева просит Пашенко защитить её; Бандиты приехали к Наденьке; Пашенко и Гудков выясняют отношения с бандитами. Наталья Андреевна ударила дверью Н. Медведеву. Гость шоу: В. Пашенко. |            |                                     |                               |                       |
| 109 | 18         | TBA                                 | Кирилл Кузин и Игорь Панюшкин | 6 сентября 2013 года  |
| На сцене: Танцевальный номер; Визит к семейному психологу. Лаборатория с идеальной женщиной. Адвокат в СИЗО. Ночь с новорождённым. Шоу «Интуиция». За кулисами: Пашенко ищет другую работу; Буфетчица Олеся уговаривает девочек съесть бутерброды; Т. Морозова просит Н. Ангарскую присмотреть за ребёнком, но вскоре ребёнок исчезает; Н. Ангарская и Т. Морозова ищут ребёнка, Морозова находит, но это Д. Хрусталёв; Т. Морозова путает плач ребёнка с ролью Натальи Андреевны; Ребёнок у Н. Медведевой. Гости шоу: В. Пашенко, Е. и О. Король. |            |                                     |                               |                       |
| 110 | 19         | TBA                                 | Кирилл Кузин и Игорь Панюшкин | 13 сентября 2013 года |
| На сцене: Танцевальный номер; Примирение с девушкой в квартире лучшей подруги. Массажный салон. Монолог об Эдгарде Запашном. Памятник деду. Озвучивание сериала. Пикник женской компанией. За кулисами: Т. Морозова собирает свою зарплату с пола; Охранник для Натальи Андреевны; Охранник и Е. Скулкина; Охранник и Н. Медведева; Пожар в вагончике Натальи Андреевны; Команда переносит вещи с горящего вагончика; Е. Скулкина тушит пожар в вагончике. Гости шоу: В. Пашенко и Э. Запашный. |            |                                     |                               |                       |
| 111 | 20         | TBA                                 | Кирилл Кузин и Игорь Панюшкин | 20 сентября 2013 года |
| На сцене: Танцевальный номер. Визит консьержки. Спасатели на пляже. Заказ проститутки в номер. Утешение подруги. В клубе с тётей. Курсы женской самообороны. За кулисами: Неизвестная работница решила не увольняться, а остаться в шоу; Т. Морозова и Е. Варнава поменялись телами; Поменявшиеся телами Т. Морозова и Е. Варнава просят помощи у Натальи Андреевны; Т. Морозова и Е. Варнава в новых телах; Наталья Андреевна возвращает обратно тела Т. Морозове и Е. Варнаве. Гость шоу: В. Пашенко. |            |                                     |                               |                       |
| 112 | 21         | «Дайджест»                          | Кирилл Кузин и Игорь Панюшкин | 27 сентября 2013 года |
| На сцене: Танцевальный номер. Секс втроём. Гримёрка двух актрис. Ансамбль «Подберёзки». Смотрительницы в музее. Актёры в ток-шоу. За кулисами: Наденьке не нравится причёска; Н. Медведева не хочет ничего рассказывать; Н. Медведева и скрытая камера; Наталья Андреевна следит за девочками через камеру; Камера из Дома-2; Аллергия Е. Варнавы. Гости шоу: В. Пашенко и К. Бородина. |            |                                     |                               |                       |
| 113 | 22         | TBA                                 | Кирилл Кузин и Игорь Панюшкин | 4 октября 2013 года   |
| На сцене: Танцевальный номер. Просмотр свадебного видео. Передача «Странная женщина». В поезде. Проверка на предприятии. Женская автошкола. За кулисами: Наталья Андреевна говорит девочкам о сокращении бюджета и о сокращении коллектива; Е. Скулкина тащит Наталью Андреевну за спиной; Н. Медведева рассказывает Наталье Андреевне о девочках и кашляет; М. Кравченко чинит вагончик Натальи Андреевны, а Наденька проветривает вагончик и Н. Андреевну; Отмена сокращения бюджета и коллектива. Гость шоу: В. Пашенко. |            |                                     |                               |                       |
| 114 | 23         | «Дайджест»                          | Кирилл Кузин и Игорь Панюшкин | 21 февраля 2014 года  |
| На сцене: Танцевальный номер. Съёмки программы «Доброе утро, женщина». Знакомство графа и молодой фрейлины. Женская волейбольная команда «Педалька». Обстоятельства ожогов жены. Отбор в экзаменационной комиссии театрального вуза. За кулисами: Наденька прыгает через скакалку, Н. Ангарская тоже хочет, но ей не разрешают; Наталья Андреевна случайно ударила дверью Н. Медведеву; Наталья Андреевна встречается с Тимати; Е. Скулкина примеряет на себя роликовые кроссовки Наденьки; А. Гудков дарит цветы Н. Медведевой. Гость шоу: В. Пашенко. |            |                                     |                               |                       |

#### Сезон 5 (2013—2014)
Новая участница Ольга Климентьева/Лёля.
| № | № в сезоне | Тема выпуска          | Режиссёр                      | Дата показа в России |
| --- | ---------- | --------------------- | ----------------------------- | -------------------- |
| 115 | 1          | «Новая участница шоу» | Кирилл Кузин и Игорь Панюшкин | 11 октября 2013 года |
| На сцене: Танцевальный номер; Девушка собирает подруг в кафе, чтобы сообщить о будущей свадьбе; Утро после вечеринки — знакомство с будущей свекровью; Смерть человеческая и Смерть хомячковая; Знакомство с родителями; Визит к бывшей классной руководительнице. За кулисами: Появление новой участницы — Лёли. Гость шоу: В. Пашенко. |            |                       |                               |                      |
| 116 | 2          | TBA                   | Кирилл Кузин и Игорь Панюшкин | 18 октября 2013 года |
| На сцене: Танцевальный номер; Мужчина в магазине женского белья; Пресс-конференция о разводе; Теща после свадьбы в гипсе; Визит соседей насчет суррогатного материнства; Подружка съезжает из квартиры к мужику; «Открытый показ» с женщинами-критиками. За кулисами: Ключ от персонального туалета Натальи Андреевны; Н. Медведева дарит Наденьке цветик-семицветик. |            |                       |                               |                      |
| 117 | 3          | TBA                   | Кирилл Кузин и Игорь Панюшкин | 25 октября 2013 года |
| На сцене: Танцевальный номер; Кабинет психолога-гипнотизера; Первый женский автосервис; Разговор в постели после неудавшегося секса; Первая мировая пляжная война в Монте-Карло; Офис, в котором все съездили в отпуск, кроме одного; Муж изменил с В. Лопырёвой. За кулисами: Поиски Медведевой; Налоговая; Звонок во время репетиции номера; Родственники М. Федункив и буфет; Хрусталёв репетирует номер. Гости шоу: Виктория Лопырёва и В. Пашенко. |            |                       |                               |                      |
| 118 | 4          | TBA                   | Кирилл Кузин и Игорь Панюшкин | 1 ноября 2013 года   |
| На сцене: Танцевальный номер; Кастинг новой жены для бывшего мужа. Паспортный контроль в аэропорту; Женщина, продающая в офисах косметику и лекарства; Супруги-хирурги; Школа танцев; Девичник со стриптизёром-суперменом. За кулисами: А. Гудков рассказывает сказку сыну Е. Скулкиной по телефону; М. Федункив прихорашивается в гримёрке где сидит Е. Скулкина; Т. Морозова разбила очки Мадам Полины; Н. Медведева требует поднять зарплату. |            |                       |                               |                      |
| 119 | 5          | TBA                   | Кирилл Кузин и Игорь Панюшкин | 8 ноября 2013 года   |
| На сцене: Танцевальный номер; Жена представляет любовника бойфрендом дочери; После шоу «Минута славы»; Крыса в рабочем коллективе; «Лебединое озеро» в провинциальном театре; Родительское собрание; Телефонная книжка мужчины. За кулисами: Фетишист-эксгибиционист за сценой; Наталья Андреевна хочет нанять врача; Фетишист-эксгибционист становится женщиной врачом; Фетишист-эксгибционист в роли врача (она же Злата Ильинична) обслуживает Н. Медведеву; Злата Ильинична и Т. Морозова; Н. Медведева хочет раскусить женщину врача.                                                             |            |                       |                               |                      |
| 120 | 6          | TBA                   | Кирилл Кузин и Игорь Панюшкин | 15 ноября 2013 года  |
| На сцене: Танцевальный номер; Девушка из эскорта идет на вечер выпускников; Жена стриптизёра у него на работе; 34-й визит в ЗАГС; Женщины на ипподроме; Фанатка Валерия Леонтьева; Все стадии подвыпившей девушки. За кулисами: Т. Морозова рассказывает девочкам о том, что Наталья Андреевна купила «Bentley»; Н. Медведева просит А. Гудкова поцеловать ей руку перед свиданием; Е. Варнава спрашивает Мадам Полину о том, как пишется слово «деревянный»; Н. Медведева обвиняет Наденьку в том, что она испортила номер, но на самом деле Наденьки не было в номере; Наденька снимается в рекламе. |            |                       |                               |                      |
| 121 | 7          | TBA                   | Кирилл Кузин и Игорь Панюшкин | 22 ноября 2013 года  |
| На сцене: Танцевальный номер; Фотография на паспорт; Первая брачная ночь при родственниках; Список гостей на свадьбу; Бомж-одноклассник; Занятия йогой; Капризы беременных. За кулисами: Н. Медведева требует от Златы Ильиничной успокоительное; Н. Медведева превратила гримёрную Натальи Андреевны в цирк; Е. Скулкина просит Наденьку рассказать о своём парне; Н. Медведева с помощью ножа измеряет свой рост через шкаф; Конфеты для Кати, но только какой (Скулкиной или Варнавы?). |            |                       |                               |                      |
| 122 | 8          | TBA                   | Кирилл Кузин и Игорь Панюшкин | 29 ноября 2013 года  |
| На сцене: Танцевальный номер; Новая няня для Майкла; Женское ПТУ и физрук; Подруга со знанием английского языка; Пропавшая собачка; Неандерталец и опередившая его в развитии женщина; Проводы на пенсию проститутку (приглашенный гость Арарат Кещян). За кулисами: Буфетчица Олеся продаёт свои туфли; Игра от М. Федункив; Иностранец после номера просит денег; Е. Скулкина и её телефон; Н. Медведева угадывает напитки. |            |                       |                               |                      |
| 123 | 9          | «Дайджест»            | Кирилл Кузин и Игорь Панюшкин | 6 декабря 2013 года  |
| На сцене: Танцевальный номер; В кабинете гипнотизёра; Тёща после свадьбы в гипсе; Разговор в постели после неудавшегося секса; «Лебединое озеро» в провинциальном театре; Паспортный контроль в аэропорту; Муж изменил (приглашённый гость — Виктория Лопырёва). За кулисами: Наталья Андреевна и «Bentley»; Н. Медведева просит А. Гудкова поцеловать ей руку; Д. Хрусталёв репетирует номер; М. Федункив прихорашивается на месте Е. Скулкиной в гримёрке; Е. Варнава спрашивает Мадам Полину о том, как пишется слово «деревянный»; Н. Медведева дарит Н. Сысоевой цветик-семицветик.               |            |                       |                               |                      |
| 124 | 10         | TBA                   | Кирилл Кузин и Игорь Панюшкин | 13 декабря 2013 года |
| На сцене: Танцевальный номер; Соседи в самолёте — бывшие; Варнава у врача; Ювелирный магазин; Беременная начальница; «Муж на час» взаправду — для скандала; Молодёжное американское ток-шоу «Возьми его или отшей». За кулисами: Т. Морозове жмут туфли, но она не может их снять, потому что они красивые; Наденька просит команду помочь ей снять видео о её бывшем парне; Наденька, Е. Варнава и М. Федункив показывают свои фото в своих паспортах. |            |                       |                               |                      |
| 125 | 11         | TBA                   | Кирилл Кузин и Игорь Панюшкин | 20 декабря 2013 года |
| На сцене: Танцевальный номер; Первый садик для бесхребетных мужей; Худеющая фотомодель в больнице; Мальчик Рудольф во время ссоры родителей; Из экономкласса в бизнес; Призывник Альбина Копытова в военкомате; Женщина-судья ведёт дело о разводе. За кулисами: Злата Ильинична помогает Мадам Полине, а затем просит помощи у Е. Варнавы; Работа Златы Ильиничны; Неизвестный за кулисами (он же сын М. Федункив); Т. Морозова как и все девочки подсели на гаджеты; Подарки девочек от поклонников.                                                                                                 |            |                       |                               |                      |
| 126 | 12         | TBA                   | Кирилл Кузин и Игорь Панюшкин | 27 декабря 2013 года |
| На сцене: Танцевальный номер; Годовщина свадьбы; Снять квартиру в Москве с хорошей хозяйкой; Мама девушки — экстрасенс; Муж присутствует при рождении ребёнка; Как уволить сотрудника. За кулисами: Гримёрная Натальи Андреевны закрыта на дезинфекцию; Девочки обсуждают Наталью Андреевну; Наденька потеряла помаду, которая принадлежит Е. Скулкиной; Наталья Андреевна наблюдает за Златой Ильиничной и Е. Варнавой; Наталья Андреевна возвращается в гримёрную, а там большой паук, но Н. Андреевна его не боится; М. Федункив потеряла деньги.                                                   |            |                       |                               |                      |
| 127 | 13         | «Новогодний выпуск»   | Кирилл Кузин и Игорь Панюшкин | 31 декабря 2013 года |
| На сцене: Танцевальный номер; Знакомство с необычным гостем; Наталья Андреевна и беседы за столиком с В. Путиным; Два Деда Мороза и две Снегурочки на одну семью; Муж упрашивает жену поехать на Олимпиаду в Сочи; Травмпункт в новогоднюю ночь; Серёжа Падчерицин и 12 месяцев; Ирония судьбы. За кулисами: Участницы шоу готовятся к встрече нового года; Е. Скулкина просит у всех прощения; Наталья Андреевна наряжает ёлку; Мадам Полина и Н. Медведева вырезают снежинки; Наденька и конфетти; Застолье. Гости шоу: Дмитрий Грачёв, Олег Верещагин и Андрей Стецюк.                              |            |                       |                               |                      |
| 128 | 14         | «Дайджест»            | Кирилл Кузин и Игорь Панюшкин | 28 февраля 2014 года |
| На сцене: Танцевальный номер; Бомж-одноклассник; Подруга со знанием английского языка; Первая брачная ночь при родственниках; Призывник Альбина Копытова в военкомате; Неандерталец и опередившая его в развитии женщина; Проводы на пенсию проститутку (приглашенный гость Арарат Кещян). За кулисами: Т. Морозова как и все девочки подсели на гаджеты; Н. Медведева превратила гримёрную Натальи Андреевны в цирк; Иностранец просит денег; Н. Сысоева, Е. Варнава и М. Федункив показывают свои фото в своих паспортах; Т. Морозове жмут туфли, но она не может их снять, потому что они красивые. |            |                       |                               |                      |

#### Сезон 6 (2014)
Дмитрий Хрусталёв и Ольга Климентьева/Лёля покинули шоу.
| № | № в сезоне | Тема выпуска | Режиссёр                      | Дата показа в России |
| --- | ---------- | ------------ | ----------------------------- | -------------------- |
| 129 | 1          | TBA          | Кирилл Кузин и Игорь Панюшкин | 7 марта 2014 года    |
| На сцене: «Церемония вручения премии „Золотая туфелька“». Надежда Ангарская и «Sugar mammas»; Приглашение всех участниц в зрительный зал; Номинация «Падение года» (победа — Е. Скулкина; награду вручает И. Глинников); Номинация «Шмара года» (победа — Е. Варнава; награждает А. Кещян); Номинация «Никто не оценил» (победа — Наденька; награждает С. Глушко); Номер «Куклы»; Номинация «Тупняк года» (победа — Т. Морозова; награду вручает Т. Батрутдинов); Номинация «Истерика года» (победа — Наталья Андреевна; вручает С. Зверев); Бал с гусарами Гости: дуэт «Sugar mammas», Илья Глинников; Арарат Кещян; Сергей Глушко, Сергей Зверев; Тимур Батрутдинов; |            |              |                               |                      |
| 130 | 2          | TBA          | Кирилл Кузин и Игорь Панюшкин | 14 марта 2014 года   |
| На сцене: Танцевальный номер; Обычный человек в элитном московском бутике; Беременная жена и чемпионат по футболу; Сексуальный маньяк в парке; Увольнение сексуального прокурора; Рублёвская жена в издательском доме; Паспортный стол. За кулисами: Пашенко гримирует Т. Морозову; Зарплаты девочкам на карты; Е. Варнава продлевает «КАСКО»; Икота у Т. Морозовой и чих Натальи Андреевны; Новая скульптура. Гость шоу: В. Пашенко. |            |              |                               |                      |
| 131 | 3          | TBA          | Кирилл Кузин и Игорь Панюшкин | 21 марта 2014 года   |
| На сцене: Танцевальный номер; Первый кусок торта за 37500; Таксист и клиентка без денег; Экзамен на факультете путан; Церемония чаепития; Две инстаграмщицы в кафе; Тимбилдинг с коллективом на природе. За кулисами: Е. Варнава общается с девочками по СМС; Девочки кушают пирожки, но Наталья Андреевна запрещает; Наденька и «iPhone s»; Наталья Андреевна и режим ускорения; Дни рождения у Мадам Полины и М. Федункив; Т. Морозова общается со своими родителями через «iPad». Гость шоу: В. Пашенко. |            |              |                               |                      |
| 132 | 4          | TBA          | Кирилл Кузин и Игорь Панюшкин | 28 марта 2014 года   |
| На сцене: Танцевальный номер; Не повзрослевшая мать; Курортный роман; Студия звукозаписи; Женщина за рулем; Кассир и покупательница в магазине; Курсы будущих жен. За кулисами: Наденька и хомячок; Кто разбил зеркало в гримёрной Натальи Андреевны?; М. Федункив показывает свои фото из отпуска; М. Кравченко радуется премии; Буфетчицу Олесю увольняют?; Автомат с едой и М. Федункив. Гость шоу: В. Пашенко. |            |              |                               |                      |
| 133 | 5          | TBA          | Кирилл Кузин и Игорь Панюшкин | 4 апреля 2014 года   |
| На сцене: Танцевальный номер; Мать бывшего парня; Кризис в семье олигарха; В тату-салоне; Последняя ночь перед разводом; Проверка настоящего мужчины; Средневековье. За кулисами: Посылка для Наденьки; Наталья Андреевна благодарит М. Федункив за то, что она есть в шоу; Наденьку бросил парень; Девочки с помощью телефонной программы узнают свой биологический возраст; Наталья Андреевна отомстила буфетчице Олесе за несладкий кофе. |            |              |                               |                      |
| 134 | 6          | TBA          | Кирилл Кузин и Игорь Панюшкин | 11 апреля 2014 года  |
| На сцене: Танцевальный номер; Зачатие ребенка; Конкурс «Люби и терпи»; Свидание с идеальной женщиной; Секс по телефону; Почта. За кулисами: Буфетчица Олеся мечтает стать ведущей шоу; Наталья Андреевна просит Злату Ильиничну помочь пострадавшему мужчине; Девочки общаются с пострадавшим мужчиной, у которого ещё и потеря памяти; Наталья Андреевна восстанавливает память пострадавшему мужчине; Пострадавший мужчина узнаёт всех. Гость шоу: В. Пашенко. |            |              |                               |                      |
| 135 | 7          | «Дайджест»   | Кирилл Кузин и Игорь Панюшкин | 18 апреля 2014 года  |
| На сцене: Танцевальный номер; Беременная жена и чемпионат по футболу; Две инстаграмщицы в кафе; Тимбилдинг с коллективом на природе; Не повзрослевшая мать; Сексуальный маньяк в парке; Паспортный стол. За кулисами: Дни рождения у Мадам Полины и М. Федункив; Наденька и хомячок; М. Кравченко радуется премии; Т. Морозова общается со своими родителями через «iPad»; Наталья Андреевна отомстила буфетчице Олесе за несладкий кофе; Е. Варнава продлевает «КАСКО». |            |              |                               |                      |
| 136 | 8          | TBA          | Кирилл Кузин и Игорь Панюшкин | 25 апреля 2014 года  |
| На сцене: Танцевальный номер; Подарок мужа своими руками; Двойное свидание; Привередливая клиентка в турбюро; Пьяная актриса в отделении полиции; «Опытная госпожа скрасит досуг». За кулисами: Незнакомец ждёт одну из девочек; Письмо с угрозами для М. Федункив; Т. Морозова поит своим чаем больную Злату Ильиничну; Н. Ангарская и Т. Морозова в рекламе напитков; М. Федункив поздравляют с тем, что она 1 год в шоу. Гость шоу: В. Пашенко. |            |              |                               |                      |
| 137 | 9          | TBA          | Кирилл Кузин и Игорь Панюшкин | 30 апреля 2014 года  |
| На сцене: Танцевальный номер; Кабинет семейного психолога; Жена идет на урок фортепиано; «Служебный роман» в наши дни; Эротические мужские сны; В семье хипстеров родился ребенок; Конкурс красоты «Мисс Подмосковье». За кулисами Т. Морозова поит девочек водой из колодца и приглашает их к себе в деревню; Девочки играют в угадайку с помощью приклеенных листов на лбу; Т. Морозова раздаёт визитки девочкам; М. Федункив хвастается своим кольцом; Е. Варнаву раздражают звуки, которые издают девочки. |            |              |                               |                      |
| 138 | 10         | TBA          | Кирилл Кузин и Игорь Панюшкин | 8 мая 2014 года      |
| На сцене: Танцевальный номер; Мама на сайте «Одноклассники»; Свадьба и травмпункт; Схема «Плохие подруги»; Кастинг на роль в фильме «Кинг-Конг»; Исторический музей мужчин. За кулисами: Наденька и день обнимашек; М. Федункив урвала последнюю рубашку в магазине; В. Пашенко разговаривает по телефону; Н. Ангарская хочет попробовать себя в чём-то новом; Ржач Т. Морозовы. Гость шоу В. Пашенко. |            |              |                               |                      |
| 139 | 11         | TBA          | Кирилл Кузин и Игорь Панюшкин | 16 мая 2014 года     |
| На сцене: Танцевальный номер; Курсы английского; Экскурсии в Египте; Месть злому начальнику из будущего; Жена-стриптизёрша; «Искорка» после долгих лет брака; Встреча важного гостя. За кулисами: Куда деваются мужчины после танцевальных номеров?; Музыкальный концерт девочек с помощью издавания звуков предметов; Т. Морозову назначают ответственной за пожарную безопасность; Т. Морозова предотвращает причины пожара; Т. Морозова тушит пожар в гримёрной Натальи Андреевны. |            |              |                               |                      |
| 140 | 12         | TBA          | Кирилл Кузин и Игорь Панюшкин | 23 мая 2014 года     |
| На сцене: Танцевальный номер; Муж прочёл дневник жены; Подруги в казино; Первая мировая женско-мужская война; Завещание олигарха; Экспресс-знакомства. За кулисами: Т. Морозова учит английский язык; Наденьке подарили «Furby»; Т. Морозова села на телефон Е. Варнавы; Е. Бороденко и М. Федункив репетируют роль; Е. Скулкина — звезда телесериала; Е. Варнава и Т. Морозова с напитком. |            |              |                               |                      |
| 141 | 13         | TBA          | Кирилл Кузин и Игорь Панюшкин | 30 мая 2014 года     |
| На сцене: Танцевальный номер; Опаздывающая девушка; Девушка, похожая на маму; Родственные связи в фирме; Женский клуб идеальных жен; Испытание женской косметики. За кулисами: Т. Морозова и сезон рассады; Т. Морозова и помада Наденьки; Кто оставил оскорбительную надпись Е. Скулкине на зеркале?; Наталья Андреевна попросила девочек посмотреть, как она выступила, но на самом деле девочки смотрят «Дом-2»; Т. Морозова и её день рождения; Девочки переодеваются в гримёрной. Гость шоу В. Пашенко. |            |              |                               |                      |
| 142 | 14         | «Дайджест»   | Кирилл Кузин и Игорь Панюшкин | 6 июня 2014 года     |
| На сцене: Танцевальный номер; Встреча важного гостя; Кастинг на роль в фильме «Кинг-Конг»; Конкурс красоты «Мисс Подмосковье»; Завещание олигарха; Экспресс-знакомства. За кулисами: Д. Хрусталёв вернулся, но его больше не кормят; Е. Бороденко и М. Федункив репетируют роль. |            |              |                               |                      |

#### Сезон 7 (2014—2017)
Выходит в обновлённом формате, меняется заставка программы. Отношения актёров всё также в закулисном формате, но сами кулисы изменились. Наталия Медведева покинула шоу. С 157 выпуска Анатолий Шпульников становится режиссёром-постановщиком, сменяя Кирилла Кузина.
| Номер    | Дата эфира | Описание выпуска |
| -------- | ---------- | --- |
| (1) 143  | 10.10.2014 | Разборки промоутеров. Мама с дочкой выбирают жениха. Богатая дама забирает ребёнка из детсада. Конкурс некрасивых девушек. Внутрисемейные санкции. Новая участница шоу — Татьяна Дорофеева. Гость шоу: В. Пашенко.                                                           |
| (2) 144  | 17.10.2014 | Модная блогерша. Подготовка к утреннику в детсадике. В фитнес-клубе. Богини Древней Греции. Съём проститутки. Гость шоу: В. Пашенко. |
| (3) 145  | 24.10.2014 | Выбор букета для жены. Девушку бросил парень. Поход мужчины к сексопатологу. Взвод ночных бабочек. Парень вернулся домой. Гости шоу: Вячеслав Комиссаренко, В. Пашенко. |
| (4) 146  | 31.10.2014 | Дайджест. Лучшие номера 143—145 выпусков. Гость шоу: В. Пашенко. |
| (5) 147  | 07.11.2014 | Порно на ноутбуке мужа. Муж заводит любовницу. Семейный просмотр ТВ. Кастинг на ведущую прогноза погода. Муж, жена и Инстаграм. Гости шоу: дуэт «Sugar mammas», А. Беляев, В. Пашенко.                                                                                       |
| (6) 148  | 14.11.2014 | Воровка в магазине. Женщины после корпоратива. Совещание в женском коллективе. Школа банкетных ведущих. Способность возвращаться на 5 секунд назад. Гости шоу: А. Панайотов, В. Пашенко.                                                                                     |
| (7) 149  | 21.11.2014 | Типичные московские подружки. Райский сад. Стриптизёрша — опасная профессия. Пересадка женского мозга мужчине. Досмотр в аэропорту. Гости шоу: дуэт «Sugar mammas», В. Пашенко.                                                                                              |
| (8) 150  | 28.11.2014 | Дайджест. Лучшие номера 146—149 выпусков. Гости шоу: А. Панайотов, В. Пашенко. |
| (9) 151  | 05.12.2014 | Парень бросает девушку. Кубок мира по пощёчинам. Балетная школа. Бутик на диване. Ресторан в темноте. Гости шоу: А. Панайотов, В. Пашенко. |
| (10) 152 | 12.12.2014 | Переводчик с женского языка. Ресторан здоровой еды. Презентация «ВуманФон». Дебоширки в самолёте. Женщина-самоубийца. Гости шоу: В. Пашенко. |
| (11) 153 | 19.12.2014 | Меценаты с Рублёвки. Мужчина без недостатков. Массовка телепередачи. Сургутский стриптиз-клуб. Тесты в женских журналах. Гости шоу: Группа «Фрукты», В. Пашенко, Д. Грачёв, А. Бурносов, Варда.                                                                              |
| (12) 154 | 26.12.2014 | Курсы селфи. Первая невестка вернулась из тюрьмы. Детективы — женщины. Выбор Джульетты в подвале театра. Салон подержанных женщин. Гости шоу: В. Пашенко. |
| (13) 155 | 30.12.2014 | Новогодний выпуск. Новогоднее выступление Натальи Андреевны, Надежды Ангарской и Екатерины Скулкиной. Ежегодный слёт женщин-супергероев. Бандиты в доме. Золушка. Пьяница и Новогоднее поздравление. Гости шоу: дуэт «Sugar mammas», В. Пашенко, А. Бурносов, цыганский хор. |
| (14) 156 | 16.01.2015 | Выбор элитного тура. Штангистка. Учителя-грабители. В модном салоне. Звонок дочери по скайпу. Гости шоу: В. Пашенко. |
| (15) 157 | 02.10.2015 | С мужем в спа-салон. Фото с императрицей Екатериной. Фотостудия и недовольная клиентка. Студия поэта-песенника Марианны Махмутовой. Первый оргазм за 5 лет. |
| (16) 158 | 09.10.2015 | В банке. Женщина в современном кафе. Воспоминания после корпоратива. Передача «После сериала». Затянувшееся расставание. |
| (17) 159 | 16.10.2015 | ДТП с участием блондинок. Урок аргентинского танго в подарок. Актриса завещает себя науке. Центр управления женщиной. Заболел муж. |
| (18) 160 | 23.10.2015 | Жена разделась в ресторан. Собеседование в ларёк у вокзала. Муж прибил полку. Лучший женский ролик к ЧМ-2018. Женская дружба. |
| (19) 161 | 30.10.2015 | Молодые родители наедине. На презентации книг. Пропажа вещей из гардероба. Женщины встречают НЛО. Такси «ПМС». |
| (20) 162 | 06.11.2015 | Суперняня для мужа. Читальный зал библиотеки. На приёме у гадалки. Приветы самим себе из прошлого. Шведская семья. |
| (21) 163 | 13.11.2015 | Дайджест: лучшие номера из выпусков 157—162. Соцработник и бывшая балерина. Муж — начальник. Когда ребёнок спит. Конкурс бразильских танцев в России. Рублёвские жёны в Сочи.                                                                                                |
| (22) 164 | 20.11.2015 | Дом с плохой звукоизоляцией. Музей русских народных промыслов. Возвращение пьяного мужа домой. Съёмки рекламы. Планирование ребёнка. |
| (23) 165 | 27.11.2015 | Семьи в строймагазине. Музыкальная женская группа в продюсерском центре. Разговор по громкой связи в машине. Передача «К бордюру». Частный детектив для жены. |
| (24) 166 | 04.12.2015 | Женский сад. Шоу «Танцы на свадьбе». «Сири» на телефонах пары. Дублёры постельных сцен. Влюблённая пара с «Титаника». |
| (25) 167 | 11.12.2015 | Выкуп невесты. Женский отдел «Сколково». Курсы молодых жён. Муж ушёл за покупками. Похороны красивой подруги. |
| (26) 168 | 18.12.2015 | Новогодний выпуск. Караоке. Придорожное кафе. Студия поэта-песенника Марианны Махмутовой. «Гусарская баллада». Повелительницы магии. |
| (27) 169 | 25.12.2015 | Дайджест. Лучшие номера из выпусков 164—167 |
| (28) 170 | 31.12.2015 | Новогодний выпуск. На приёме у пластического хирурга. Продюсерский центр Аллы Цербер. Сказка в однушке. Сёстры милосердия. Совещание в гимназии. |
| (29) 171 | 05.03.2016 | Международный женский день. Свадебные клятвы. Спящий красавец. Инстажизнь пары. Бардовский женский фестиваль. Похищение жены олигарха. |
| (30) 172 | 09.09.2016 | Тайное становится явным. Битва сплетниц. Кастинг на роль Дейнерис. Симулятор женских родов. Двадцатилетие группы «Нержавейка». |
| (31) 173 | 16.09.2016 | Обычная эротическая мужская фантазия. Продюсерский центр Аллы Цербер. Разговор по громкой связи в машине. Шоу «Танцы на свадьбе». |
| (32) 174 | 30.09.2016 | Дайджест. Вовремя сделанное предложение. В океане на банане. Рублёвские жёны в церкви. Женщина-президент России передаёт пост. |
| (33) 175 | 07.08.2016 | Семья футболиста после чемпионата. Конфликт полиамуров. Первая женщина-бард. Пьяная жена после корпоратива. Рэп жены и любовницы. |
| (34) 176 | 07.08.2016 | Дайджест |
| (35) 177 | 07.08.2016 | Кинодайджест |
| (36) 178 | 07.08.2016 | Мистический дайджест |
| (37) 179 | 23.09.2016 | |
| (38) 180 | 07.10.2016 | За сценой: Кастинг в Comedy Woman 1 |
| (39) 181 | 14.10.2016 | За сценой: Кастинг Наденьки / Кастинг в Comedy Woman 2 |
| (40) 182 | 21.10.2016 | Любовницы в шкафу. Женский дикий запад. Лайфхак: Сытный и полезный завтрак для мужа. Сбежавшая невеста. На съёмочной площадке сериала. За сценой: Валентина Мазунина / Кастинг в Comedy Woman 3                                                                              |
| (41) 183 | 28.10.2016 | Потеряли дочь. Подруги в кафе хотят выпить за чужой счёт. Лайфхак: Спальня и секс. Съёмка клипа для Наташи лавы. Любовные утехи мусорщика. За сценой: Роман Юнусов / Кастинг в Comedy Woman 4                                                                                |
| (42) 184 | 03.11.2016 | Непонятные сообщения смайликами. Съёмка рекламы для борделя. Богатырки. Лайфхак: Поздравление Скулкиной. За сценой: День Рождения Е. Скулкиной / Кастинг в Comedy Woman 5 |
| (43) 185 | 11.11.2016 | Добрые новости. Выбор имени для ребёнка. Подруги советуют бросить мужа. Городские девушки в деревне (Агротуризм). За сценой: Лариса Гудкова — сестра А. Гудкова / Кастинг в Comedy Woman 6                                                                                   |
| (44) 186 | 18.11.2016 | За сценой: Кастинг Марины Федункив / Кастинг в Comedy Woman 7 |
| (45) 187 | 25.11.2016 | Дайджест |
| (46) 188 | 02.12.2016 | Женщины космонавты. Поиск некрасивой подруги. Хиллари Клинтон победила. Графиня Дракула. За сценой: Кастинг девушек с изюминкой / Кастинг в Comedy Woman 8. |
| (47) 189 | 09.12.2016 | Звезда инстаграм в отделение полиции. Женская дуэль. Женская авиакомпания. Последние шутки про нос Екатерины Варнавы. За сценой: Кастинг девушек с изюминкой / Кастинг в Comedy Woman 8. Девушка продюсера / Кастинг в Comedy Woman 9                                        |
| (48) 190 | 16.12.2016 | Мать ТВ. Банда охотниц за мужчинами. Роман на работе. Дагестанские братья. За сценой: Кастинг красивых актёров / Кастинг в Comedy Woman 10 |
| (49) 191 | 23.12.2016 | За сценой: Кастинг преемниц Натальи Андреевны / Кастинг в Comedy Woman 11 |
| (50) 192 | 31.12.2016 | За сценой: Новогодний бал-маскарад / Завершение кастинга |
| (51) 193 | 25.08.2017 | Дайджест |
| (52) 194 | 25.08.2017 | Дайджест |

#### Сезон 8 (2017—2018)
В 8 сезоне у шоу сменились декорации (съёмочный процесс был перенесён в театр «Русская песня» Надежды Бабкиной) и обновился формат проекта — полностью было исключено всё закулисье, где ранее разворачивались собственные события, параллельные сцене; теперь лишь иногда у участников после выступления берут интервью. Все участники закулисья (Олеся Яппарова, Татьяна Дорофеева, Сергей Талызин и др.) покинули шоу. Александр Волохов и Полина Сибагатуллина покинули шоу. К коллективу присоединились новые участницы — Алина Кошарова, Лера Товстолес и Тамара Турава. Также были сняты новые открывающие титры с обновлённым составом участников. С 12-го выпуска Лера Товстолес покинула шоу.
| Номер    | Дата эфира | Описание выпуска |
| -------- | ---------- | --- |
| (1) 195  | 27.10.2017 | Екатерина Скулкина. За кулисами «Поля Чудес». Женские стартапы-2017. Храм тишины. Сказка про царицу и бочку. |
| (2) 196  | 03.11.2017 | Надежда Сысоева. Бывшая — сотрудник ДПС. Открытие девкопровода Иваново-Дубай. Няня и скрытая камера. Соревнования по чирлидингу.                                                                                       |
| (3) 197  | 10.11.2017 | Екатерина Варнава. Властная мать и сын. Научно-исследовательская программа «Поехали-2». Обиженная женщина. Лакшери-попрошайничество.                                                                                   |
| (4) 198  | 17.11.2017 | Мария Кравченко. Тройняшки на УЗИ. Отцы и дети. Слова — деньги. ГАИ и пара, сменившая пол. Конкурс мокрых маек. |
| (5) 199  | 24.11.2017 | Дайджест. Лучшие номера из выпусков 195—198. |
| (6) 200  | 01.12.2017 | Марина Федункив. Программа реинновации жилья. Иммерсивный театр. Выбор подарка мужчине. Рублёвские жёны в церкви-2 |
| (7) 201  | 08.12.2017 | Татьяна Морозова. Девушка застряла в асфальте. Номер про домашнее насилие. В раздевалке футболистов сборной России. Агентство по выбору спутниц на мероприятия.                                                        |
| (8) 202  | 15.12.2017 | Дайджест. Лучшие номера из выпусков 197—198, 200—201. |
| (9) 203  | 22.12.2017 | Евгений Бороденко. Русские хакерши. На ноевом ковчеге. Муж-моряк и тантрический секс. Склад маскарадных костюмов. |
| (10) 204 | 31.12.2017 | Новогодний выпуск |
| (11) 205 | 29.12.2017 | Спецвыпуск «Что-то пошло не так…» |
| (12) 206 | 07.09.2018 | Приезжие в автосалоне. Передача «АБВГДура». Вежливый кассир в супермаркете. Сбор актёрской труппы. |
| (13) 207 | 14.09.2018 | Телефоны участниц Сomedy Woman. Современный фитнес. Бывшая пришла на свадьбу бывшего. Семья нарвалась на извращенца.                                                                                                   |
| (14) 208 | 21.09.2018 | Мойщицы окон. Гибель хомячка. О команде шоу. Первое свидание. Рэп «О плюсах отношений со взрослой женщиной». Переваленная цветами.                                                                                     |
| (15) 209 | 12.10.2018 | Дворничиха решила увести мужа. Девушка пришла на свидание с подругой. Интервью участников шоу. Сериал «Лестница любви». Маша Миногарова в Comedy Woman. Участницы не хотят снимать финал шоу. Рэп участниц о старости. |
| (16) 210 | 05.10.2018 | Жена признаётся мужу в измене. Мелкое хулиганство. Последнее свидание. Актёры шоу о звёздных гостях. Пьяная девушка притворяется матерью своего бывшего.                                                               |
| (17) 211 | 28.09.2018 | Дайджест. Лучшие номера выпусков из 206—208. Приезжие в автосалоне. Современный фитнес. Рэп «О плюсах отношений со взрослой женщиной». Семья нарвалась на извращенца. Сбор актёрской труппы.                           |
| (18) 212 | 19.10.2018 | Семья со своими вселенскими проблемами. Посещение достопримечательностей в Египте. Номер от Татьяны Морозовой. Талисманы Comedy Woman. Номер о подменах. Фальшивые участницы Comedy Woman.                             |
| (19) 213 | 02.11.2018 | Дайджест. Лучшие номера выпусков из 207—210. Телефоны участниц Сomedy Woman. Сериал «Лестница любви». О команде шоу. Мелкое хулиганство. Пьяная девушка притворяется матерью своего бывшего.                           |
| (20) 214 | 09.11.2018 | Девушка потеряла машину на парковке. Увольнение феминистки. Богатый муж теряет состояние. Репетиции номеров. Музыкальная мастерская Марианны Махмутовой. Тайное общество Comedy Woman.                                 |
| (21) 215 | 16.11.2018 | Семейная геометрия. На борту самолёта. Совещание с рекламным отделом. О танцах в шоу. Приём у английской королевы. |
| (22) 216 | 23.11.2018 | Муж готовится к марафону. Гадалка Еприко. Жена подозревает мужа-хирурга в измене. Шоу Холостяк. Песня об истории Comedy Woman.                                                                                         |
| (23) 217 | 30.11.2018 | Дайджест. Лучшие номера из выпусков 208, 212, 214—215. Посещение достопримечательностей в Египте. Тайное общество Comedy Woman. О танцах в шоу. Первое свидание. Репетиции номеров. Фальшивые участницы Comedy Woman.  |
| (24) 218 | 31.12.2018 | Новогодний выпуск |

#### Сезон 9 (2019—2020)
| Номер    | Дата эфира | Описание выпуска |
| -------- | ---------- | ---------------- |
| (1) 219  | 06.09.2019 |                  |
| (2) 220  | 13.09.2019 |                  |
| (3) 221  | 20.09.2019 |                  |
| (4) 222  | 27.09.2019 |                  |
| (5) 223  | 04.10.2019 |                  |
| (6) 224  | 11.10.2019 |                  |
| (7) 225  | 18.10.2019 |                  |
| (8) 226  | 25.10.2019 |                  |
| (9) 227  | 01.11.2019 |                  |
| (10) 228 | 08.11.2019 |                  |
| (11) 228 | 15.11.2019 |                  |
| (12) 229 | 22.11.2019 |                  |
| (13) 230 | 29.11.2019 |                  |
| (14) 231 | 06.12.2019 |                  |
| (15) 233 | 13.12.2019 |                  |
| (16) 234 | 20.12.2019 |                  |
| (17) 235 | 27.12.2019 |                  |
| (18) 236 | 31.12.2019 |                  |
| (19) 237 | 07.02.2020 |                  |